# Англосаксы

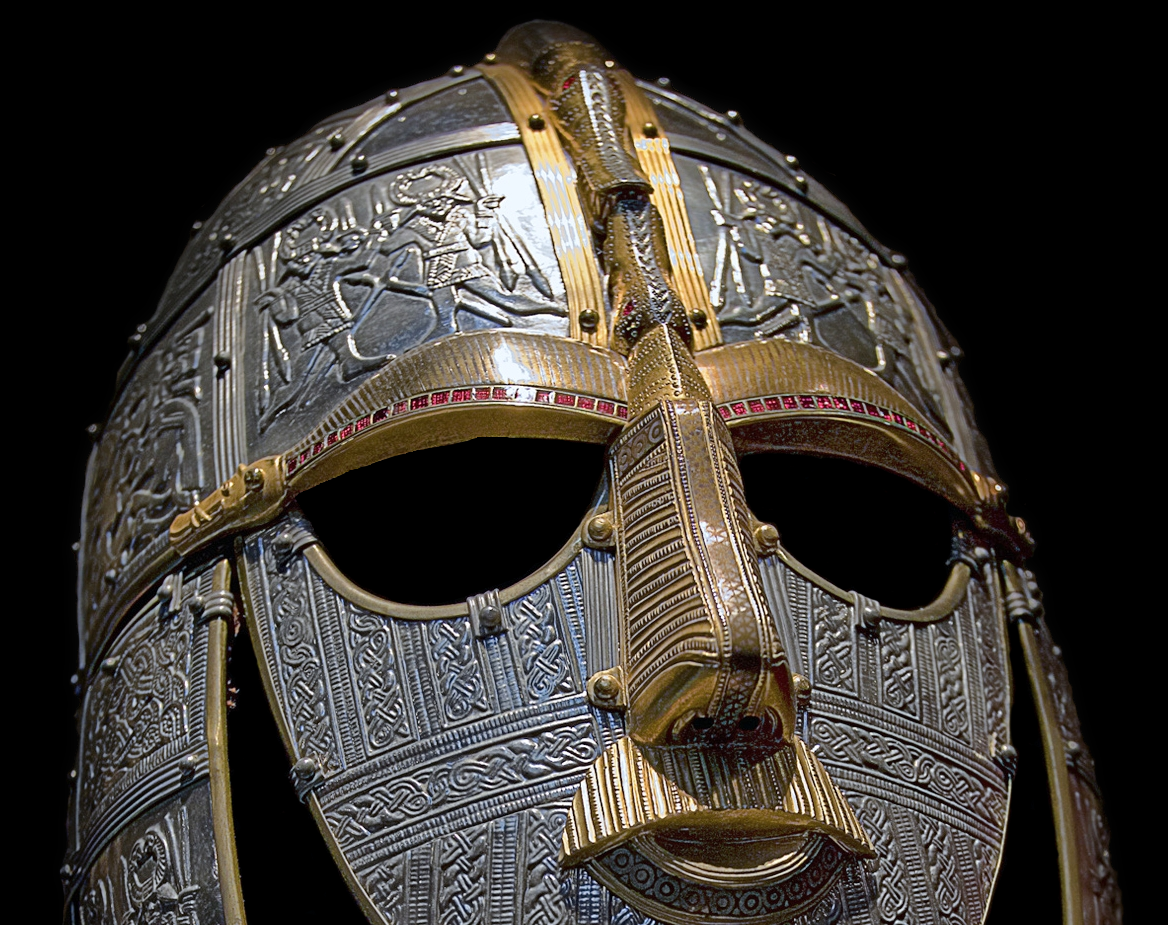
Реплика шлема из Саттон-Ху

Англоса́ксы (англ. Anglo-Saxons, др.-англ. Engle) — древнегерманский народ, происходящий в основном от англов и саксов, который населял территорию современной Англии в раннее Средневековье и говорил на древнеанглийском языке.
Англосаксы переселялись на остров Великобритания начиная с V века. Их культурная идентичность развилась в результате взаимодействия с местными романо-бриттами, хотя детали взаимодействия до конца неизвестны. В течение последующих столетий все германские переселенцы стали идентифицировать себя как один народ и говорить на древнеанглийском языке. Вторжения викингов с последующей оккупацией в IX веке стали угрозой самоидентификации англосаксов, однако она была переосмыслена и сохранена вплоть до нормандского завоевания 1066 года. Хоть вскоре англосаксы и перестали существовать, их язык и политическая структура являются прямыми предшественниками среднеанглийского языка и средневекового королевства Англия. Несмотря на то, что в современном английском языке осталось менее четверти древнеанглийских слов, они составляют его основу.
Материальная культура англосаксов представлена архитектурой, одеждой и декоративным искусством. Правители англосаксов именовали себя королями, возводили и совершенствовали бурги и описывали себя терминами из Библии. Археолог Елена Хамероу замечает, что местные и расширенные группы родственников являлись главной единицей производства в течение всего англосаксонского периода. Исследование 2015 года установило, что генетический состав населения Британии показывает связь с племенными образованиями раннего англосаксонского периода.
Термин «англосаксы» стал использоваться в VIII веке для отделения островных германцев от германцев старой Саксонии и Ангельна на севере Германии. В 2003 году археолог Кэтрин Хилл резюмировала отношение современных историков к англосаксам и интерпретацию их культуры и истории как «более зависящее от современной политической и религиозной теологии, чем от любых доказательств».

## Этноним
Древнеанглийский этноним Angelseaxan является калькой с латинского Angli-Saxones. Бриттский монах VI века Гильда Премудрый называл пришедших германцев словом Saxones, а Беда Достопочтенный около 730 года называл свой народ словом Angli. Термин «англосаксы» самими англосаксами использовался редко. Они, скорее всего, называли себя либо англами, либо саксами, либо, более вероятно, использовали название своего племени. После эпохи викингов на территории Денло появилась англо-скандинавская идентичность.
Термин «англосаксы» начинает использоваться на континенте в VIII веке. Павел Диакон использует его для различия островных саксов и саксов на материке (Ealdseaxe, дословно «старых саксов»).
Христианская церковь, судя по всему, использовала слово Angli, к примеру, в рассказе Григория I и его пометке: «Non Angli sed angeli…» («Не англы, а ангелы…»). Слова ænglisċ «относящийся к англам» и angelcynn «английский род» также использовались королём Уэссекса Альфредом Великим для обращения к народу. Он делал это, исходя из устоявшейся традиции. Беда и Алкуин использовали термин gens Anglorum «английский род» для обозначения всех англосаксов. Беда описывал дохристианский народ как саксов, которые после христианизации стали англами, так как миссия Григория I использовала именно это слово. Алкуин называл саксами всех германцев на континенте, а англами всех на острове. Терминология Беды контрастировала с нормой его времени, по которой все германцы на острове называли себя саксами. Этельвард в последующем также искоренял все упоминания о саксах, заменяя их англами.
Первым на острове термин «англосаксы» стал использовать король Этельстан примерно в 924 году: «Angelsaxonum Denorumque gloriosissimus rex» («Англосаксов и данов славнейший король»). Он также использовал это слово для обозначения англосаксов и данов вместе. Альфред Великий также называл себя королём англосаксов, а Этельред II называл себя королём англов. Кнуд Великий, король Англии, Дании и Норвегии, в 1021 году впервые использовал слово «английский» по отношению не только ко всему народу, но и ко всей английской земле: «ealles Englalandes cyningc» («всей Англии король»). Сей титул подчёркивал идею того, что англосаксы были христианским народом с королём, помазанным богом.
Носители общебриттского называли англосаксов саксами, а в современном ирландском и гаэльском Англию до сих пор называют Саксонией. Кэтрин Хилл предполагает, что не случайно англичане называют себя именем, данным церковью, в то время как их враги используют имя, которое изначально предназначалось для грабителей-налётчиков.

## История

### Ранняя англосаксонская история (410—660)
Англосаксонский период начинается с конца римского правления над островом. В сей период происходит великое переселение народов, продолжающееся примерно с 375 по 800 год. Мигрировали германские племена: готы, вандалы, англы, саксы, лангобарды, свевы, фризы и франки. Позже они были потеснены на запад аварами, славянами, булгарами и аланами. Гунны и ругины также переселялись на остров.
До 400 года Британия была процветающей провинцией Западной Римской империи, где лишь изредка происходили восстания и нападения варваров, которые подавлялись и отражались большим местным контингентом римских войск. Однако к 410 году римская армия была выведена из острова, чтобы справиться с кризисами в других частях империи. Романо-бритты стали защищаться только своими силами, что знаменует начало периода послеримской Британии.

#### Миграция (410—560)

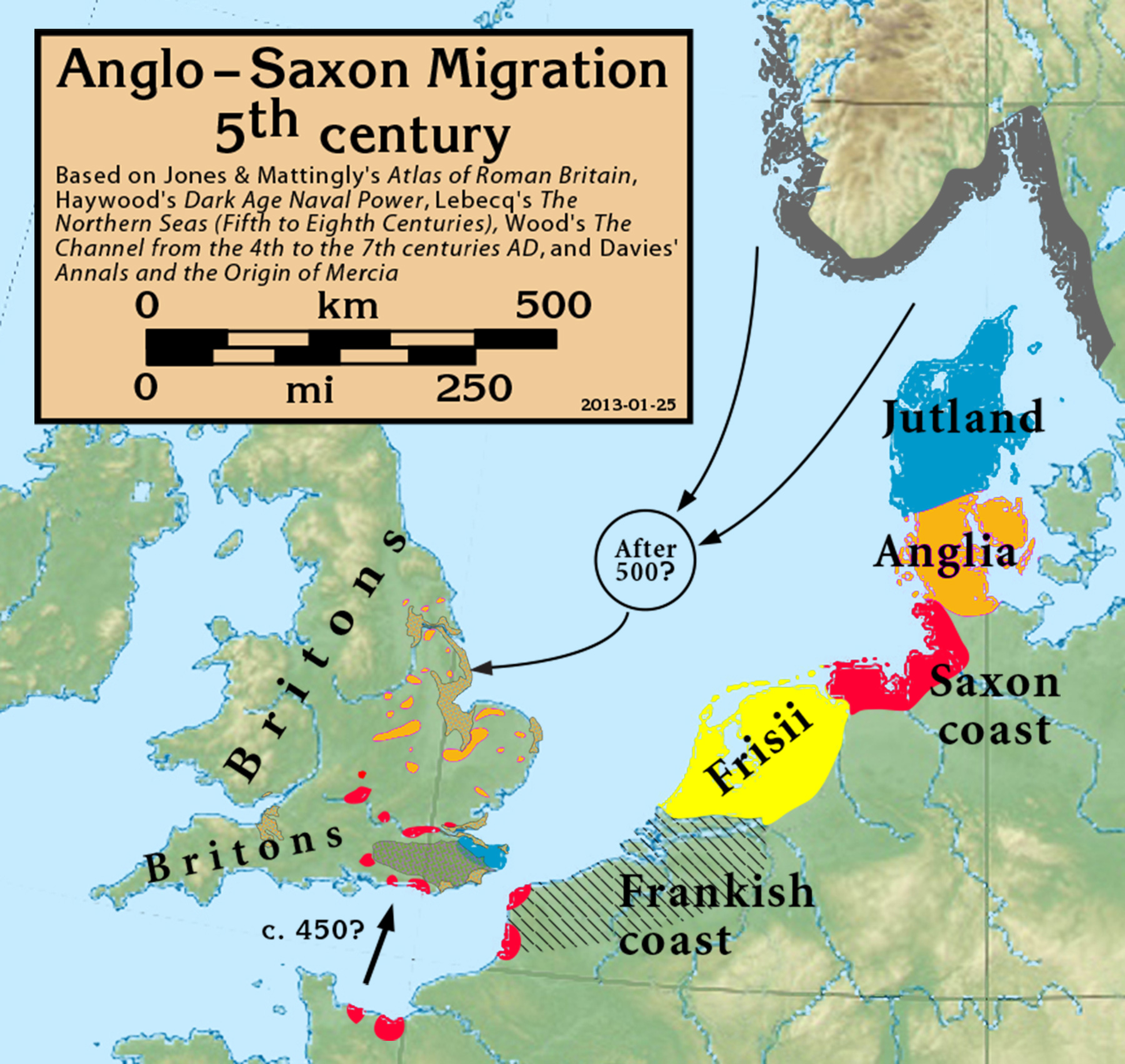
Англосаксонское переселение согласно Беде Достопочтенному.

В настоящее время известно, что англосаксы не были внезапными вторженцами, а появились в результате взаимодействий и изменений на острове.
Примерно в 540 году Гильда Премудрый, древнейший историк бриттов, упоминает о совете бриттских правителей V века, на котором было решено отдать некоторые восточные земли саксам взамен на обязательство по защите бриттов в случае нападения пиктов или скоттов в обмен на поставку еды. В ближайшей к тому времени «Галльской хронике 452 года» под 441 годом записано: «Бриттские провинции, которые к тому времени испытали множество неудач и поражений, были сокращены из-за саксонского господства». Беда Достопочтенный в своей «Церковной истории народа англов», написанной около 731 года, указывает чуть более позднюю дату прибытия саксов — 451 год. Утверждается, что Беда неправильно истолковал свои скудные источники, и что хронологические ориентиры «Истории бриттов» дают более вероятную дату — около 428 года.
Гильда описывает, как вспыхнула война между саксами и местным населением. Историк Ник Хайэм называет её «войной саксонских федераций», которая закончилась вскоре после битвы при Бадонском Холме. В результате битвы саксы отошли назад до своих восточных территорий. Гильда назвал её «тяжким разводом с варварами». Хайэм замечает, что результат битвы был всё же выгоден саксам, так как им стало позволено брать дань со всей равнинной Англии. Археологические находки подтверждают теорию раннего заселения.
Неизвестно, являлись ли англосаксы мощной политической и военной силой в ранние времена. Согласно самой подкреплённой теории, романо-бриттская элита продолжала сохранять свою культуру, политику и военную мощь примерно до 570 года. Беда, с другой стороны, говорит о трёх фазах заселения: фазе разведки, когда наёмники пришли защищать постоянное население; фазе миграции, которая была значительной, так как Ангельн опустел; и фазе установления, когда англосаксы начали управлять территорией.
У историков нет консенсуса по поводу числа переселенцев. Генрих Херке оценивает их количество в пределах от 100 до 200 тысяч. Уорд-Перкинс также соглашается с пределом в 200 тысяч. Кэтрин Хилл предлагает число близкое к 20 тысячам. Компьютерная симуляция показывает, что миграция 250 тысяч людей могла быть завершена за 38 лет. Последние генетические и изотопные исследования показывают, что переселение продолжалось в течение нескольких столетий, что даёт основание предполагать о значительно большем количестве мигрантов, чем считалось ранее. К 500 году общины англосаксов были установлены в южной и восточной Англии.
Генрих Херке и Майкл Вуд дают оценку населения на острове в миллион человек к началу V века. Дальнейшая судьба бриттов доподлинно не известна. Традиционное объяснение скудности бриттских следов в лингвистике и археологии в том, что англосаксы либо убили большинство из них, либо вынудили бежать в гористые окраины острова. Эта точка зрения подтверждается немногочисленными источниками этого периода. Но есть доказательство непрерывности систем местного управления, что снижает вероятность такого катастрофического явления, по крайней мере в некоторых частях Англии. Посему историки предложили менее жестокие объяснения того, почему культура англосаксов, чья область активного заселения была в основном ограничена юго-восточной Англией, восточной Англией и Линкольнширом, смогла широко распространиться на равнинную Британию. Херке предложил сценарий, при котором англосаксы, расширяясь на запад, смогли размножиться значительно больше бриттов, что в конечном итоге привело к тому, что их потомки составляют большинство населения Англии. Также было высказано предположение, что бритты были в большей степени затронуты эпидемиями, распространяющимися вдоль римских путей торговли, что вкупе с огромной миграцией в Арморику привело к значительному сокращению их количества.
Тем не менее, в королевствах Уэссекс, Мерсия и Нортумбрия было значительное число бриттов. Херке говорит, что «широко признаётся, что на севере Англии местное население прожило значительно дольше, чем на юге» и что в Берниции «мелкая группа мигрантов могла заместить местную бриттскую элиту и завладеть королевством по согласию». Кроме того, король Уэссекса Ине в конце VII века урезал права и понизил статусом бриттов, что могло быть сделано для стимулирования их к принятию англосаксонской культуры. Ник Хайэм замечает, что «в обстоятельствах, где свобода в законе, принятие рода, доступ к покровительству и право на оружие были доступны только тем, кто мог доказать германское родство, умение говорить на древнеанглийском без латинских или бриттских акцентов имело значительный вес».
Также есть свидетельство бриттского влияния на зарождающуюся англосаксонскую элиту. Родословная королей Уэссекса была основана человеком по имени Кердик, которое без сомнения является кельтским и родственным именам двух бриттских королей — Керетику и Кередигу. Это может указывать на то, что он был бриттом, чья родословная потом стала англосаксонской. Позже кельтское имя носил его потомок и бретвальда Кевлин. Последним человеком уэссекской династии с кельтским именем был Кэдвалла, умерший в 689 году. В Мерсии некоторые члены династии также носили кельтские имена, в частности Пенда. В списках королей королевства Линдси встречается кельтское имя Кэдбеда.
Последние генетические исследования скелетов железного века, римской и англосаксонской эпох показали, что современное население Британии имеет много общего как с англосаксонскими переселенцами, так и с местными романо-бриттами.

#### Развитие англосаксонского общества (560—610)

Англосаксонская Англия c. 600 года, разделённая на мелкие королевства.

В первой половине VI века четыре элемента способствовали развитию англосаксонского общества: личная свобода керлов, объединение мелких племён в большие королевства, основание воинами новой элиты и ирландское монашество, развившиеся при Финниане и его ученике Колумбе.
Англосаксонские фермерские хозяйства этого периода часто ошибочно называют крестьянскими. Керлы, которые были самыми низкими по рангу свободными людьми в раннем англосаксонском обществе, в действительности были не крестьянами, а вооружёнными мужчинами с поддержкой родни, доступом к защите закона и вергельда, являющимися главами расширенных домохозяйств размером не менее одной гайды. Фермеры были свободными и имели права на землю, но имели небольшие обязательства в пользу вышестоящего сюзерена, который практически не надзирал за ними. Широко использовалось переложное земледелие. Бо́льшая часть земли была общей пахотной приусадебной, что давало людям возможность создавать семьи и иметь групповые культурные связи.
«Tribal Hidage» перечисляет список из 35 племён с оценками количества имеющихся у них гайд, которые изначально могли использоваться для оценки площади земли, необходимой для выживания одной семьи. Соответственно, «Tribal Hidage» показывает относительную территорию этих племён. Все 35 племён имели одинаковый статус, при котором они управлялись местной элитой (семьёй или династией) и независимо облагались местными налогами. Подтверждение этого можно найти у Беды, так как при описании битвы при Винведе написано, что Пенда смог собрать 30 контингентов со знатными командирами во главе. К концу VI века установились крупные королевства на южных и восточных берегах. Они включали в себя ютский Гэмпшир с Уайтом, Суссекс, Кент, Эссекс, Восточную Англию, Линдси, Дейру и Берницию.
К концу VI века правители этих племён стали именовать себя королями, но не все они были германцами. Концепт бретвальды является свидетельством большого числа мелких королевских родов. Беда подразумевал под бретвальдой того, кто может налагать дань, внушать страх и защищать мелкие регионы. По всей видимости, англосаксонские династии хаотично сменяли друг друга, создавая военные элиты. Несмотря на своё происхождение, все эти династии оправдывали нахождение у власти своим богатым родством и, возможно, мистическими связями, так как все они записаны потомками Одина.
Процесс становления война королём описан в эпической поэме «Беовульф»:
| Оригинал                               | Русский перевод                                 |
| Oft Scyld Scēfing sceaþena þrēatum,    | Часто Скьёльд Шефинг вредителей войск,          |
| monegum mǣġþum, meodosetla oftēah,     | множество кланов, медовых сидений лишал,        |
| egsode eorlas. Syððan ǣrest ƿearð      | и уродливых эрлов. С тех пор, как впервые был   |
| fēasceaft funden, hē þæs frōfre ġebād, | в нужде обнаружен, он в этом утешении жил,      |
| ƿēox under ƿolcnum, ƿeorðmyndum þāh,   | выращенный под облаками, среди славы расцветал, |
| oðþæt him ǣġhƿylc þāra ymbsittendra    | до тех пор пока его каждый из тех соседей       |
| ofer hronrāde hȳran scolde,            | через китовую дорогу слушать должен был,        |
| gomban gyldan. Þæt ƿæs gōd cyning!     | и послушанием платить. Это был хороший король!  |

#### Обращение в христианство (588—686)

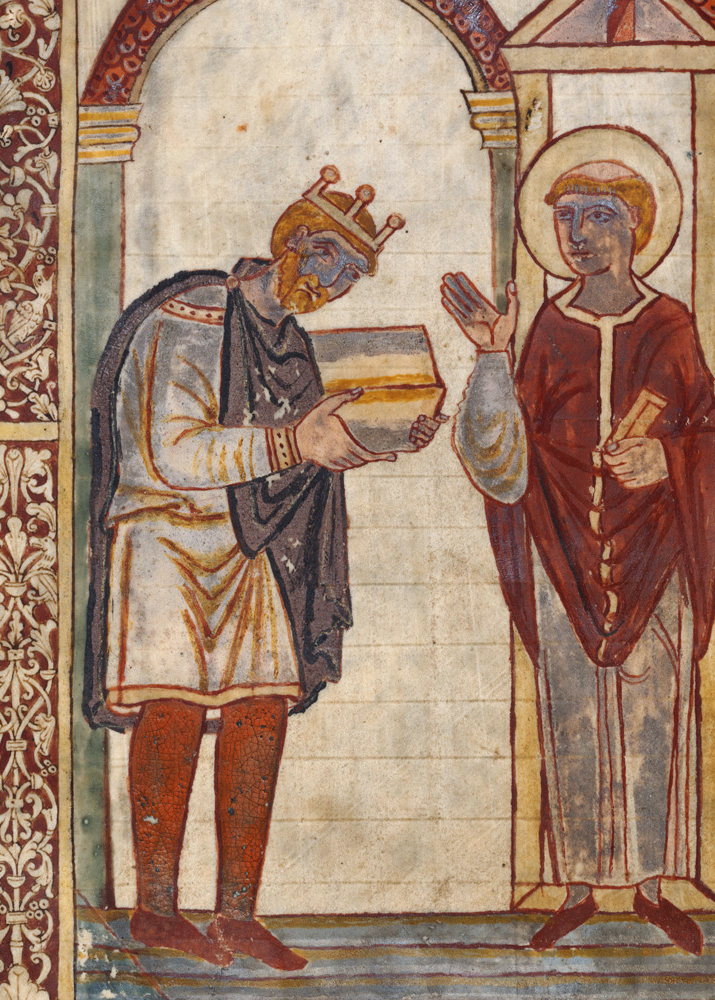
Манускрипт 183 страница 1v из колледжа Корпус-Кристи. Король Этельстан даёт апракос давно умершему святому Катберту

В 565 году Колумба, ирландский монах, учащийся в монашеской школе Мовилла под руководством святого Финниана, прибыл в добровольное изгнание на остров Айона. Дальнейшее влияние айонского монастыря переросло в то, что Питер Браун называет «необычно обширной духовной империей, которая простиралась от западной Шотландии далеко на юго-запад, в сердце Ирландии, и на юго-восток, достигнув севера британского острова с помощью влияния схожего монастыря в Линдисфарне».
В июне 597 года Колумба умер. В это же время Августин высадился на острове Танет и пошёл в Кентербери к королю Кента Этельберту I. Августин был приором монастыря в Риме, которого в 595 году папа римский Григорий I выбрал для руководства григорианской миссией, которая должна была обратить королевство Кент из местной формы язычества в христианство. Кент был выбран целью миссии из-за того, что Этельберт I был женился на Берте, христианской принцессе и дочери франкского короля Хариберта I, которая оказывала на него влияние. Этельберт I был обращён в христианство, были построены церкви и началось обращение всего королевства. В Правде Этельберта устанавливалась сложная система налогов. Она также является самым ранним сводом законов, написанным на германском языке. Кент был богатым, имел сильные торговые связи с континентом, а Этельберт I, возможно, осуществлял контроль за торговлей. В королевстве впервые с римских времён появились монеты в обращении.
В 635 году Айдан, ирландский монах из Айоны, выбрал Линдисфарн для основания монастыря. Линдисфарн находился близко к главной крепости короля Освальда, который и попросил Айдана обратить своё королевство в христианство. Освальд ранее скрывался на Айоне после того, как его отца убили. Из изгнания он вышел человеком, решительно настроенным христианизировать Нортумбрию. Айдан добился большого успеха по распространению христианства. Так как Айдан не говорил по-английски, а Освальд выучил ирландский в изгнании, король истолковывал своё прошение ему. Позже Катберт был аббатом и епископом Линдисфарна, а после смерти стал святым покровителем. Его житие, написанное в 685—704 годах, является самой старой исторической работой на английском языке. В память о нём в его могилу было положено «Кутбертово Евангелие», чей переплёт является старейшим нетронутым в Европе.
В 664 году синод в Уитби установил римские обряды единственно верными в Нортумбрии, запрещая ирландские, что привело нортумбрийскую церковь в русло римской культуры. Центр епископства был перемещён из Линдисфарна в Йорк. Вильфрид, главный защитник римских практик, позже стал архиепископом Нортумбрии, а Колман, его главный оппонент, со своими сторонниками бежал на Айону.

### Середина англосаксонской истории (660—899)

Англосаксонская Англия c. 600 года

К 660 году мелкие англосаксонские племена объединились в большие королевства. До начала XX века этот период в истории Англии историки называли Гептархией (семицарствием), но этот термин перестали использовать, так как он даёт представление об единой политической структуре и не даёт возможности воспринимать историю каждого королевства как полную. Саймон Кейнс предполагает, что VIII и IX века были периодом экономического и социального процветания, несущего стабильность ниже Темзы и выше Хамбера.

#### Мерсийское превосходство (626—821)
На территории Мидлендса находилось королевство Мерсия. Изначально это была территория множества мелких племён. Ранние мерсийские короли, например Пенда, носили бриттские имена. Хоть Беда его бретвальдой и не назвал, он писал о его доминировании над южными королевствами. При описании битвы при Винведе Беда написал, что Пенда смог собрать 30 контингентов со знатными командирами (лидерами местных племён) во главе. Хоть и доказательств мало, историками принято, что Мерсия VII века была сильным государством, способным диктовать свою волю за пределами Мидлендса.
Военный успех являлся фундаментом мерсийской силы. Она победила 106 королей и королевств не только выигранными битвами, но и беспощадным уничтожением земель тех, кто захотел удержать дань. Сей аспект мерсийской власти часто упоминается Бедой. Пенда уничтожал всё на своём пути к крепости Бамбург в Нортумбрии, и только внезапное вторжение Айдана предотвратило полное разрушение крепости. В 676 году Этельред I провёл похожую кампанию в Кенте, из-за которой в епархии Рочестера два епископа вынуждены были сдать позиции ввиду недостатка денежных средств. В этих фактах запечатлена реальность ранней англосаксонской Англии, в которой доминирование над всеми могло быть установлено в короткий срок. К концу VIII века южные англосаксонские королевства тоже стали ощущать мерсийский экспансионизм. Восточные англы, по-видимому, потеряли Лондон, Мидлсекс и Хартфордшир в пользу Этельбальда, но сохранили свои родные земли и династию. Мерсийское превосходство достигло пика в конце VIII века, когда самый могущественный правитель Европы, король франков Карл Великий, признал могущество мерсийского короля Оффы и часто относился к нему с уважением, даже если это была просто лесть.

#### Просвещение и монашество (660—793)
Майкл Драут называет сей период золотым веком из-за активного просвещения и ренессанса классического знания. Рост популярности монашества был вызван не только внутренними причинами. Влияние с континента формировало англосаксонскую монашескую жизнь. В 669 году Феодор, греческий монах, прибыл на остров, чтобы стать восьмым архиепископом Кентерберийским. В следующем году к нему присоединился Хадриан, латино-говорящий африканец и бывший аббат монастыря в Кампании. Одной из их задач в Кентербери было основание школы. Согласно Беде, который писал спустя 60 лет, они вскоре «привлекли толпу студентов, в умы которых они ежедневно вливали потоки прекраснейшего обучения». В доказательство их просвещённости, Беда говорит, что те из их студентов, которые дожили до его дней, разговаривали на латыни и древнегреческом как на родных языках. Беда не упоминает Альдхельма, но из письма Альдхельма понятно, что он является одним из учеников Хадриана.
Альдхельм писал на замысловатой и напыщенной латыни. Его стиль письма стал доминирующим на следующие века. Майкл Драут отмечает, что «Альдхельм писал гекзаметры на латыни лучше, чем кто-либо до этого в Англии и, возможно, после, по крайней мере до Джона Мильтона». Его работы показали, что писатели в Англии, на самом краю Европы, могут быть такими же образованными и просвещёнными, как и любые другие писатели. В этот период богатство и сила монастырей возросла, так как элитные семьи, лишившиеся власти, скорее всего, обратились к монашеской жизни.
Англосаксонское монашество развило необычный институт двойных монастырей, при котором в одной церкви были раздельные дома монахов и дома монахинь. Эти двойные монастыри находились под руководством аббатис, которые стали самыми сильными и влиятельными женщинами в Европе. Двойные монастыри, которые строились в стратегических местах возле рек и берегов, собирали огромное богатство и силу над несколькими поколениями, ведь их наследие не разделялось, и становились центрами искусства и обучения.
В то время как Альдхельм работал в Малмсбери, Беда Достопочтенный на севере Англии писал огромное количество книг, зарабатывая репутацию в Европе и показывая, что англосаксы могут писать историю и теологию и делать астрономические вычисления для расчёта Пасхи и других дат.

#### Западносаксонская гегемония и англо-скандинавские войны (793—878)

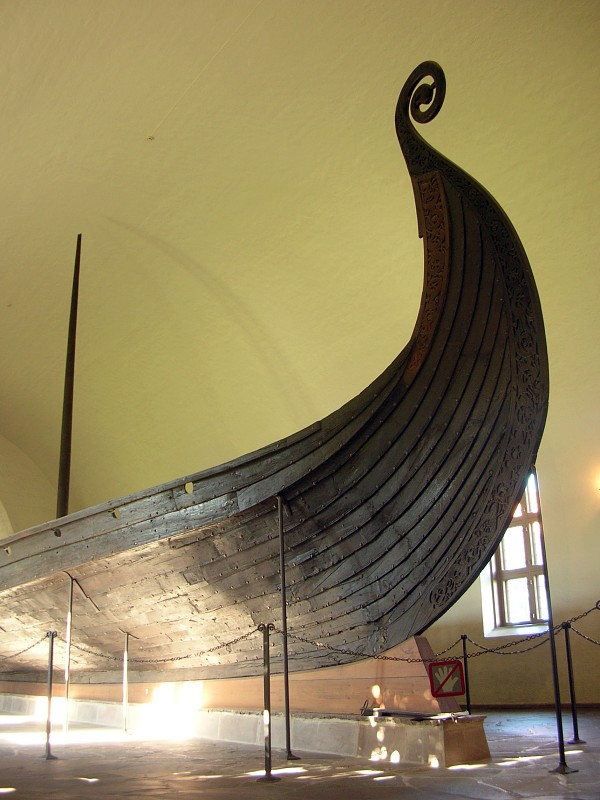
Осебергская ладья в музее кораблей викингов, Осло

В течение IX века Уэссекс усилил свою власть благодаря основам, заложенным Эгбертом в первой четверти века, и достижениям Альфреда Великого в конце века. Очертания истории викингских походов изложены в «Англосаксонской хронике», но они представляют западносаксонскую точку зрения. В день воцарения Эгберта в 802 году мерсийский элдормен из Хвикке пересёк границу в Кемпсфорде с целью ограбления северного Уилтшира. Мерсийское войско столкнулось с местным элдорменом и проиграло. В 829 году Эгберт, согласно хронисту, пошёл в поход для завоевания Мерсии и всего, что лежит южнее Хамбера. С сего момента хронист вносит Эгберта в список бретвальдов, ранее составленный Бедой. Симон Кейнс называет основание «двухстороннего» королевства ключевым, так как оно простиралось на весь юг Англии и создало работающий союз западносаксонской и мерсийской династий. В 860 году восточные и западные части южного королевства были объединены соглашением между сыновьями Этельвульфа, но этот союз встречал сопротивление некоторых членов династии. В конце 870-х годов король Альфред Великий подчинил Мерсию, в которой правил король Этельред II, бывший отселе лишь элдорменом.

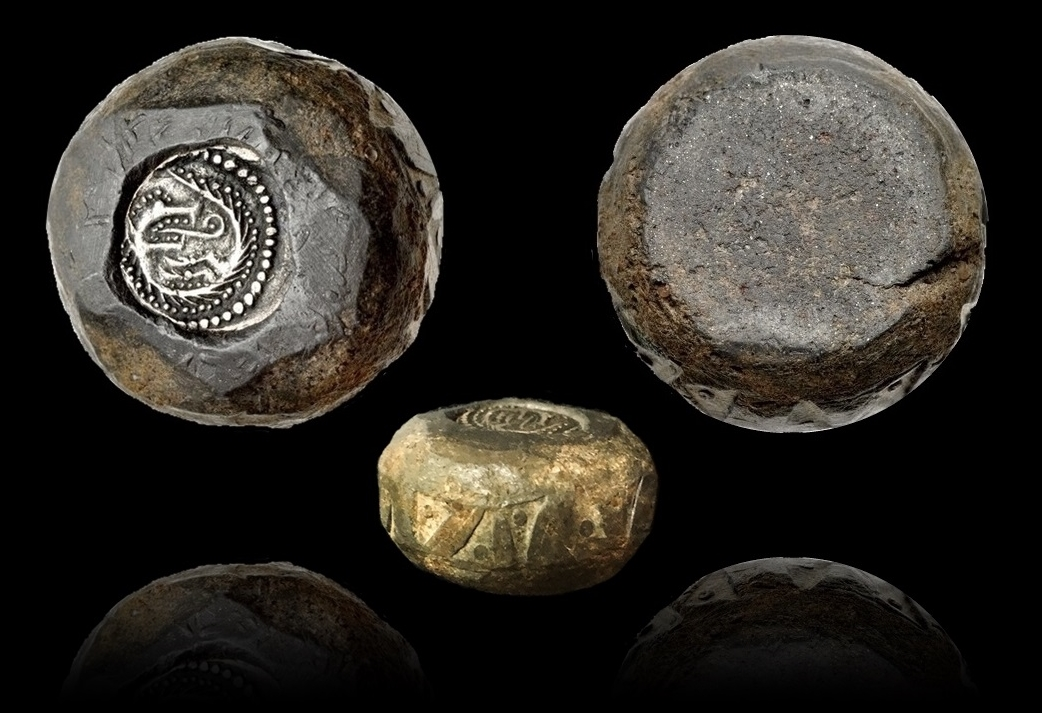
Англо-скандинавская монета для взвешивания. Состоит из свинца и весит около 36 грамм. В неё впечатан скеат

Богатство монастырей и успех англосаксонского общества привлекали внимание людей в континентальной Европе, больше всего данов и прочих скандинавов. Из-за грабительских набегов за ними закрепилось название викинг, происходившее от древнескандинавского слова víkingr «экспедиция», которое стало использоваться ими для обозначения своей грабительской активности в Западной Европе. В 793 году Линдисфарн был ограблен, и хотя это было не первое подобное нападение, оно стало самым известным. В 794 году атакован монастырь в Джарроу, где был писал Беда Достопочтенный. В 795 году был атакован остров Айона, а в 804 году женский монастырь Луминга в Кенте укрылся в стенах Кентербери. Около 800 года чиновник из острова Портленд в Уэссексе был убит, приняв грабителей за обычных торговцев.
В 850 году, согласно «Англосаксонской хронике», викинги впервые остались дольше, чем на зиму. Этот флот надолго не остался, но после многие стали следовать его примеру. В 865 году высадился большой контингент войск, получивший название Великой языческой армии. Завоёванная Великой армией территория стала называться Денло. Захватчики смогли использовать вражду внутри королевств и назначить марионеточных королей, таких как Кёлвульф II в Мерсии в 874 году и, возможно, других, как в Нортумбрии в 867 году и Восточной Англии в 870 году. Третьей фазой было заселение новых территорий, однако Великая армия добиралась, докуда в принципе могла, переплывая английский канал и сталкиваясь с ожесточённым сопротивлением, как в английской кампании 878 года, или с голодом, как в походе на континент в 892 году. К этому моменту викинги стали катализатором социальных и политических изменений. Они стали врагом всех англосаксов, укрепляя их национальную идентичность, которая позволила отбросить все прошлые разногласия. Они также могли восприниматься как наказание за свои грехи, что укрепляло христианскую идентичность. На половине территории англосаксов образовался политический вакуум.
Датское заселение продолжилось в Мерсии в 877 году и в Восточной Англии в 879—880 и 896 годах. Остальная часть армии продолжила разграбления по обе стороны английского канала, причём новые люди шли в армию для повышения её статуса, так как она продолжала оставаться грозной силой. Поначалу Альфред Великий отдавал большую дань каждый раз когда викинги приплывали, но после решительной победы англосаксов в битве при Эдингтоне он стал давать отпор. Он основал множество бургов на юге Уэссекса, реорганизовал свою армию так, что «половина его людей были дома, а другая половина на службе, за исключением тех, кто размещался в бургах» и в 896 году призвал построить орудия для противостояния драккарам викингов на неглубоких берегах. После возвращения их контингента в 892 году даны уже не смогли с лёгкостью разграбить страну, так как они сталкивались с сильной местной армией. Спустя четыре года Великая армия решила разделиться, некоторые поселились в Нортумбрии и Восточной Англии, а остатки стали пытать свою удачу дальше на континенте.

#### Король Альфред и восстановление (878—899)

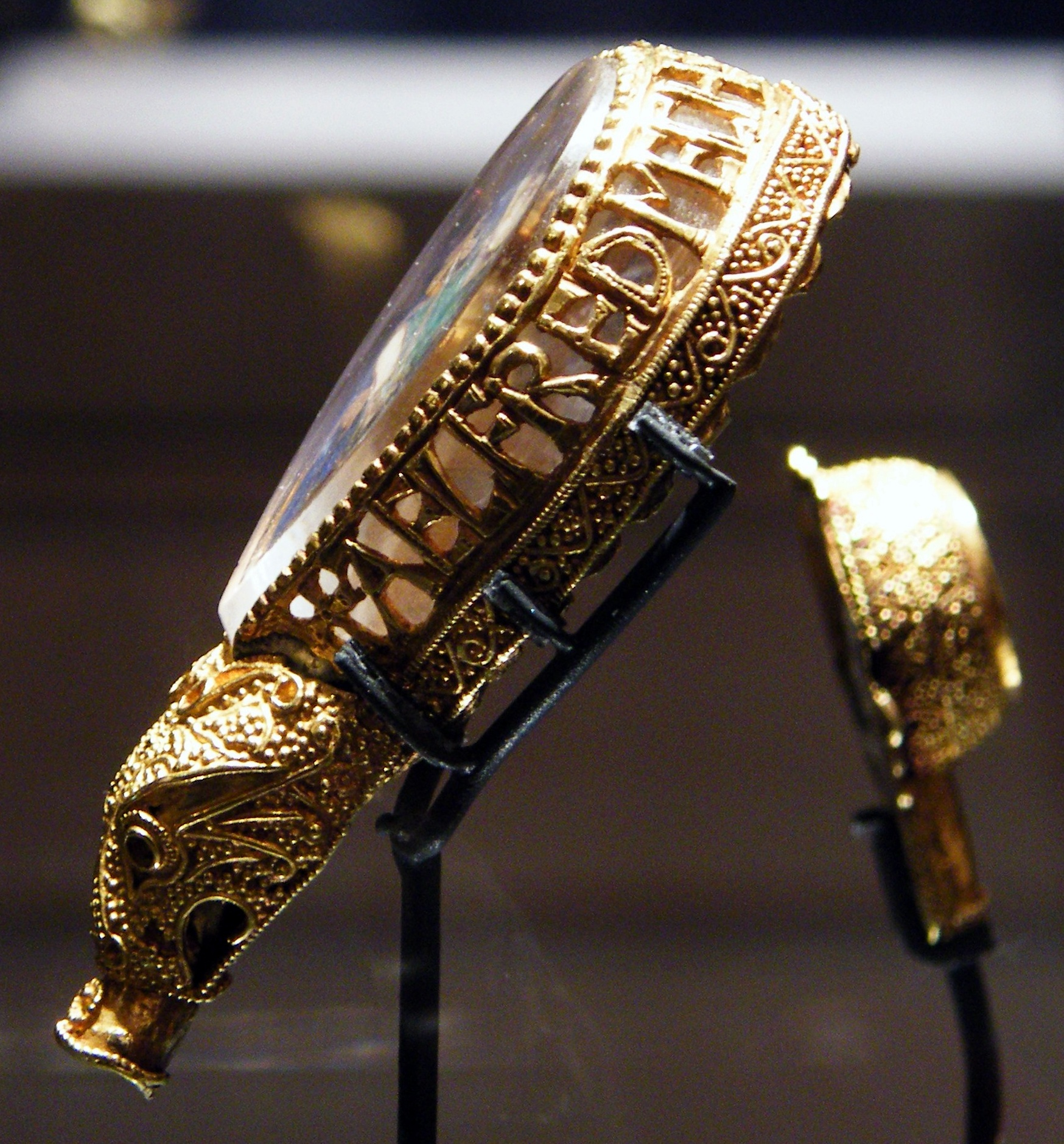
Драгоценность Альфреда

Для Альфреда Великого религия, любовь к учению и просвещение были более важными достижениями, чем его военные и политические победы. Кейнс полагает, что работы Альфреда составили основы того, что сделало Англию уникальной среди других стран средневековой Европы.
По поводу падения просвещённости и культуры с конца VIII века сам Альфред писал:
…Так совершенно была упала мудрость в Англии, что было очень мало по сю сторону Хамбера тех, кто мог понимать своих ритуалов на английском или мог перевести письмо с латыни на английский. И я верю, что не было много таких и по ту сторону Хамбера. Их настолько мало, что я не могу вспомнить хотя бы об одном к югу от Темзы, когда я стал королём.
Альфред знал, что литература и просвещение, на латыни и английском, были очень важны, но с обучением в королевстве было далеко не всё в порядке, когда он взошёл на трон. Альфред видел в своей власти духовный сан, пастушество для своего народа. Важной для него книгой был трактат «Pastoral Care» папы Григория I. Он представляет собой руководство для священника по заботе о людях. Он сам принял настояния этой книги для заботы о своём народе. Альфред лично перевёл трактат и написал об этом в предисловии:
…Когда я был выучил его, я перевёл его на английский так, как я его понимал, и как я мог многозначительно его осмыслить. И я пошлю его в каждую епархию в моём королевстве, и в каждом будет эстел, стоящий пятьдесят манкусов. И я приказываю под именем Бога, чтоб ни один человек не мог вытащить эстел из книги или книгу из церкви. Неизвестно, сколько ещё будут такие мудрые епископы, как, слава Богу, есть сейчас почти везде.

Предполагается, что одним из этих «эстелов» (слово, которое встречается только в этом тексте) является золотая, кварцевая и эмалированная драгоценность Альфреда, обнаруженная в 1693 году, которая была снабжена маленьким стержнем и использовалась как указатель при чтении. Альфред давал покровительство социальной программе по всенародному просвещению в Англии, что было беспрецедентно.
Посему мне кажется лучше, если это кажется также тебе, чтоб мы также перевели некоторые книги …и привели их… если бы у нас был мир, где вся свободная молодёжь Англии, те, кто могут учиться, учились бы, и не могли ничем другим заниматься, пока не будут хорошо читать английские записи.
Возросло качество хартий, законов, теологии и обучения. Тем самым Альфред заложил основу великих достижений X века и сделал простонародный язык более важным, чем латинский, в англосаксонской культуре. 
Я хотел прожить достойно всю свою жизнь и оставить после неё людям память обо мне в хороших работах.

### Поздняя англосаксонская история (899—1066)
Структура важных событий X и XI веков предоставлена «Англосаксонской хроникой». Тем не менее, хартии, своды законов и монеты дают дополнительную информацию о разных аспектах королевского правления, а работы англо-латинской и простонародной литературы вместе с многочисленными манускриптами X века свидетельствуют различными путями о жизнеспособности духовной культуры. Но Кейнс замечает, что «это не значит, что X век понимается лучше, чем более скудно документированные периоды».

#### Реформы и объединение Англии (899—978)

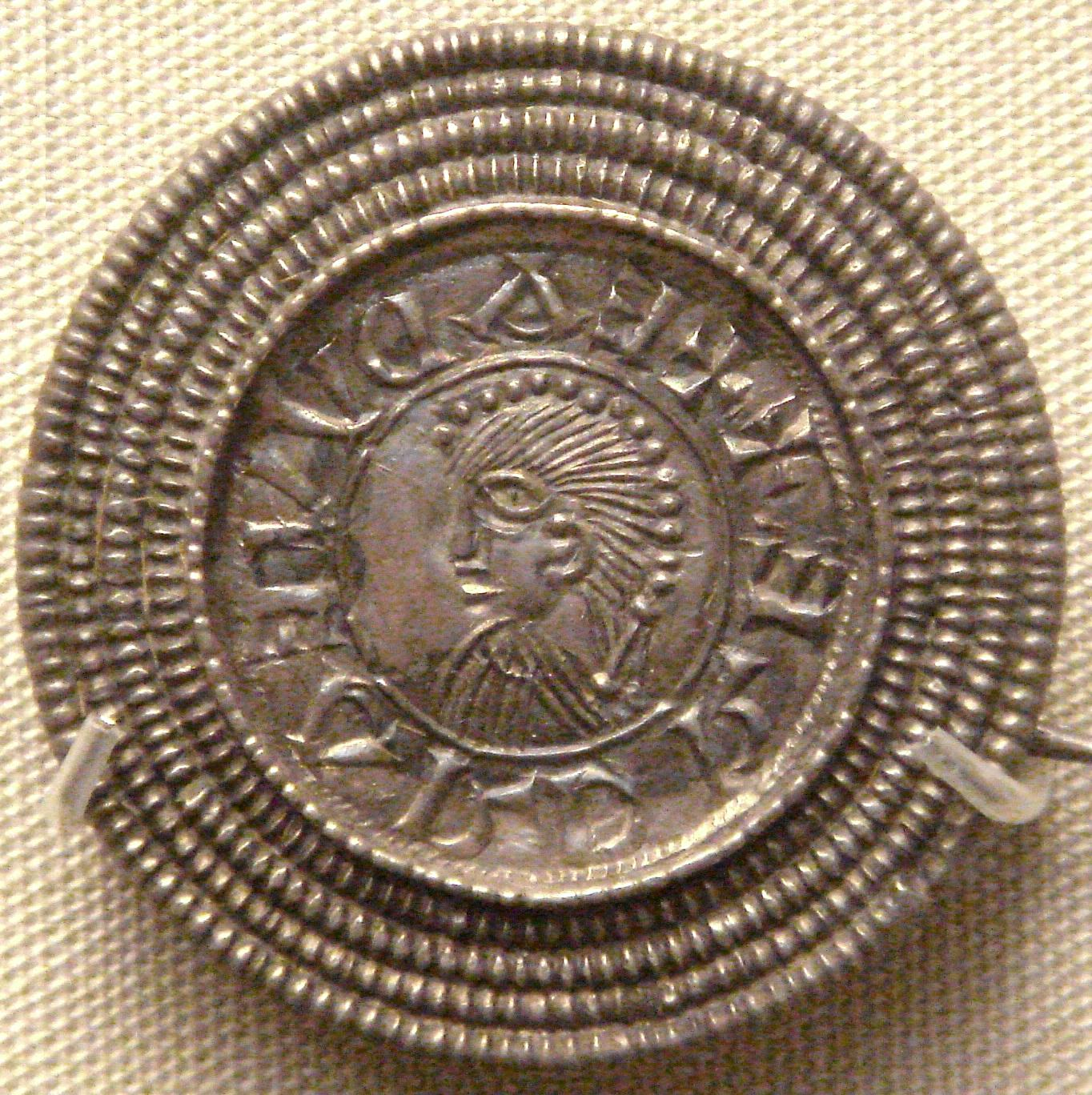
Серебряная брошь, имитирующая монету Эдуарда Старшего

В течение X века западносаксонские короли распространили свою власть на Мерсию, а затем на южный Денло и Нортумбрию, тем самым устанавливая некое подобие политической объединённости народов, которые всё ещё имели свои традиции и помнили о раздельном прошлом. Престиж и аппетиты монархии выросли, институты правительства крепли, а короли искали разными способами путь к установлению социального порядка. Этот процесс начался с Эдуарда Старшего, который со своей сестрой, Этельфледой Мерсийской, сперва, согласно хартиям, побуждал народ выкупать имущество у данов, тем самым распространяя некую степень влияния на Денло. Дэвид Дамвил считает, что Эдуард мог расширить своё влияние вознаграждением своих сторонников наделами на недавно отвоёванных территориях, но никаких хартий с наделением таких земель не сохранилось. После того как Этельфледа умерла, её королевство было поглощено Уэссексом. Отселе не было никаких претендентов на трон, так что западносаксонская династия стала всеанглийской.
После Эдуарда Старшего правил его сын, Этельстан, которого Кейнс называет «ключевой фигурой на поле X века». Он победил коалицию своих врагов: Константина II, короля Шотландии; Эогана I, короля Стратклайда; и Олафа Гутфритссона, короля викингов в Дублине, в битве при Брунанбурге, что было отмечено поэмой в «Англосаксонской хронике» и открыло ему путь к становлению первым официальным королём Англии. Законы Этельстана показывают, как король заставлял чиновников делать свои обязанности. Он был непреклонным в своём желании заставить уважать закон. Тем не менее эти законы показывают существование трудноразрешимых сложностей, которые препятствовали королю и его советникам судить некоторых людей. Его титул короля англосаксов широко признавался. Но ситуация была тяжёлой: датские правители Дублина всё ещё покрывали свои интересы в Йорвике; приходилось мириться с шотландцами, которые имели возможность вмешиваться в нортумбрийские дела и блокировать линии коммуникации между Дублином и Йорвиком; а жители северной Нортумбрии не думали, что королевские законы относятся к ним. Только после двадцати лет, следующих за смертью Этельстана в 939 году, объединённое королевство Англии начало принимать знакомую форму. Но проблема интеграции северных территорий сохранялась для следующих королей — Эдмунда I и Эдреда. В 959 году Эдгар унаследовал королевства Уэссекса, Мерсии и Нортумбрии в возрасте 16 лет, согласно «Англосаксонской хронике», и получил прозвище «миротворец». К 970-м годам, спустя 10 лет после эдгаровского мира, могло показаться, что Англия стала единой. В формальном послании собранию в Уинчестере король призвал своих епископов, аббатов и аббатис «быть в одном мнении по вопросам монашества… иначе различные взгляды на традицию одной власти и одной страны приведут их духовные разговоры к дурной славе».
Двор Этельстана был интеллектуальным инкубатором. При нём было двое молодых мужчин, Дунстан и Этельвольд, которые, скорее всего, по настоянию Этельстана были священниками вплоть до его смерти в 939 году. Между 970 и 973 годом был собран совет под эгидой Эдгара, на котором разрабатывались правила, по которым будет жить вся Англия. После совета жизнь монахов и монахинь впервые была регламентирована одним сводом традиций. В 973 году Эдгар произвёл свою вторую «имперскую» коронацию в Бате. С тех пор Эдгар был под сильным влиянием Дунстана, Этельвольда и Освальда, епископа Вустерского.

#### Этельред и возвращение данов (978—1016)

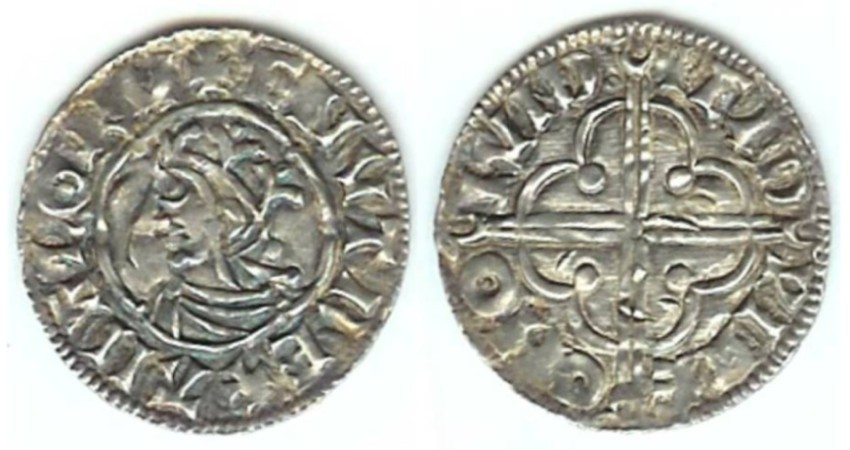
Четырёхлистник Кнуда с надписью «CNUT REX ANGLORU[M]» (Кнуд, король английский), отчеканенный в Лондоне монетчиком Эдвином

При правлении короля Этельреда II Неразумного возобновились нападения викингов, что поставило страну и её руководство в тяжкое положение. Мелкомасштабные грабежи начались в 980-х годах, но в следующем десятилетии они стали намного более серьёзными, что привело к необходимости Англии платить датские деньги. В 1009—1012 годах Торкелль Длинный опустошил большую часть страны. Свену I Вилобородому, королю Дании и Норвегии, оставалось лишь захватить всё королевство в 1013—1014 годах, а его сыну, Кнуду Великому, сделать то же самое в 1015—1016 годах. Историю этих событий в «Англосаксонской хронике» надо читать по-своему и не воспринимать её в ряду других материалов, отражающих тем или иным путём состояние правительства и армии при Этельреде II. Согласно взгляду Кейнса, король не имел силы, суждения и решимости для адекватного руководства своим народом во время национального кризиса. Народ вскоре понял, что может рассчитывать только на предательство своих командиров, которые терпели поражение за поражением. Нападения показали слабости, которые пронзили насквозь всё англосаксонское государство, и очевидно, что протекавшие на фоне события были более сложными, о чём хронист, скорее всего, не знал. Вероятнее всего, смерть епископа Этельвольда в 984 году накалила противоречия внутри духовенства так, что к 993 году король стал жалеть о своих ошибках в прошлом, что привело к периоду, когда внутренние дела государства, казалось, процветали.
Суровые времена, принесённые викингами, отразились в работах как Эльфрика Грамматика, так и Вульфстана, но особенно в свирепой риторике гомилии «Sermo Lupi ad Anglos» Вульфстана, написанной в 1014 году. Малкольм Годден считает, что обычные люди видели в возвращении викингов неизбежное предзнаменование апокалипсиса, что находит отражение в работах Эльфрика и Вульфстана, которые напоминали похожие работы Гильды и Беды. Набеги воспринимались как наказание от Бога. Эльфрик обращается к людям, принявшим чужие обычаи, с просьбой не оставлять свои традиции в угоду данам, а затем просит «брата Эдварда» попытаться прекратить «позорную привычку» питья и едения во флигелях, которую практиковали некоторые сельские женщины на пивных вечеринках.
В апреле 1016 года Этельред умер от болезни, оставив своего сына и наследника, Эдмунда Железнобокого, защищать страну. Финальные старания были осложнены внутренними расколами, особенно предательством мерсийского эрла Эадрика, который оппортунистически присоединился к армии Кнуда. После поражения англосаксов в битве при Ассандуне в октябре 1016 года Эдмунд и Кнуд согласились разделить королевство. Эдмунд должен был править Уэссексом, а Кнуд — Мерсией, но Эдмунд умер уже на следующий месяц после битвы, что позволило Кнуду взять всю власть над Англией.

#### Завоевание Англии данами и норманнами (1016—1066)
В XI веке было три завоевания Англии: первое было осуществлено Кнудом Великим в 1016 году; второе было подготовлено Харальдом III и потерпело неудачу в результате битвы при Стамфорд-Бридже 25 сентября 1066 года; а последним было нормандское завоевание Вильгельма I в конце 1066 года. Последствия каждого завоевания отразились на англосаксонской культуре. Политически и хронологически тексты этого периода не являются англосаксонскими, а тексты на английском перестали использовать поздний уэссекский диалект, который был стандартом древнеанглийского языка. Но это ещё не был среднеанглийский язык. Элейн Трехарн замечает, что после 1020-х годов вообще нет каких-либо оригинальных произведений на древнеанглийском. Эти факты создали пробел в историографии, подразумевая разрыв по обе стороны нормандского завоевания. Но эта теория подвергается критике.
На первый взгляд здесь почти нечего обсуждать. Кнуд, кажется, искренне принял роль англосаксонского короля. Но тщательное изучение законов, проповедей, завещаний и хартий этого периода показывает, что смерть института аристократии и тот факт, что Кнуд не внедрял систематически новый класс землевладельцев, спровоцировали резкие изменения в социальной и политической структуре англосаксов. Эрик Джон отмечает, что для Кнуда «банальная сложность управления такой большой и нестабильной империей заставила его делегировать полномочия, что было против всех традиций англосаксонской монархии». Исчезновение аристократических семей, которые традиционно играли ключевую роль в управлении государством, а также выбор Кнудом советников из числа тэнов положили конец уравновешенным отношениям между монархией и аристократией, установленным западносаксонскими королями.
Эдуард Исповедник стал королём в 1042 году. Из-за его воспитания те, кто был по ту сторону английского канала, могли считать его норманном. После реформ Кнуда исполнительная власть была сконцентрирована в руках враждующих династий Леофрика Мерсийского и Годвина Уэссекского. Для Эдуарда проблемой стало возмущение, которое последовало после знакомства знати с его нормандскими друзьями. Кризис проявился в 1051 году, когда Годвин проигнорировал приказ короля наказать людей Дувра, которые убили члена свиты Евстахия II. Поддержка Леофрика и Сиварда позволила Эдварду отстранить от власти Годвина и его сыновей. Вильгельм Нормандский нанёс визит Эдуарду, на котором Эдуард, возможно, пообещал Вильгельму английский трон, но это могло быть лишь поздней пропагандой. Годвин и его сыновья через год вернулись с сильной армией, и королю оставалось лишь принять все условия, чтобы предотвратить гражданскую войну. Некоторые непопулярные норманны были выдворены из страны, включая Роберта Жюмьежского, архиепископа Кентерберийского, чьё архиепископство было дано Стиганду. Это стало причиной одобрения папой римским последующего нормандского вторжения.

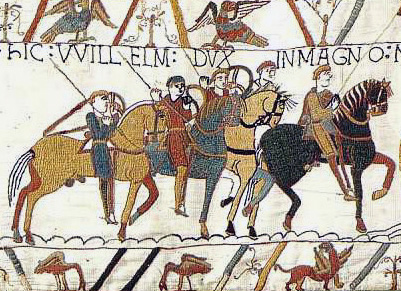
Фрагмент гобелена из Байё, изображающий битву при Гастингсе.

Падение Англии и нормандское завоевание являются следствиями многопоколенной проблемы, созданной по большей части некомпетентностью Этельреда II. К моменту битвы при Гастингсе, произошедшей 14 октября 1066 года, англосаксонская элита уже поменялась, но культура и общество во многом оставались всё теми же.

Отрывок из рукописи D «Англосаксонской хроники», посвящённый битве с норманнами:
Ða com Ƿyllelm eorl of Normandige into Pefnesea on Sancte Michæles mæsseæfen, sona þæs hi fere ƿæron, ƿorhton castel æt Hæstingaport. Þis ƿearð þa Harolde cynge gecydd, he gaderade þa mycelne here, com him togenes æt þære haran apuldran, Ƿyllelm him com ongean on unƿær, ær þis folc gefylced ƿære. Ac se kyng þeah him sƿiðe heardlice ƿið feaht mid þam mannum þe him gelæstan ƿoldon, þær ƿearð micel ƿæl geslægen on ægðre healfe. Ðær ƿearð ofslægen Harold kyng, Leofƿine eorl his broðor, Gyrð eorl his broðor, fela godra manna, þa Frencyscan ahton ƿælstoƿe geƿeald.
Тогда пришёл Вильгельм, эрл нормандский, в Певенси в день Святого Михаила и вскоре были они готовы, построили замок в порту Гастингса. Это было сказано королю Гарольду, он собрал тогда могучую армию, пошёл сам напрямую к седой яблоне, Вильгельм подошёл неожиданно, раньше, чем народ был готов. Но король, тем не менее, против него очень тяжко сразился с людьми, которые сражаться хотели, и было много убито на каждой стороне. Там король Гарольд был убит, Леофвин, его брат, много хороших людей, когда французы держали поле битвы под контролем. 

### После нормандского завоевания
После нормандского завоевания члены англосаксонской знати были либо изгнаны, либо стали крестьянами. Только около 8 % земли оставалось под англосаксонским контролем к 1087 году. В 1086 году только 4 знатных англосаксонских землевладельца всё ещё держали свою землю. Тем не менее, англосаксонские наследницы выживали намного успешнее. В следующем поколении англо-нормандской знати матери зачастую учили детей английскому в быту. Некоторые англосаксонские аристократы бежали в Шотландию, Ирландию и Скандинавию. Византийская империя приняла множество англосаксонских воинов в качестве наёмников. Англосаксы составили большинство в почётной варяжской страже, которая прежде состояла в основном из скандинавов. Из числа войнов варяжской стражи набирались телохранители императора. Население Англии в подавляющей части оставалось англосаксонским, для крестьян сменились только их правители.
Хронист Ордерик Виталий, рождённый в англо-нормандском браке, писал: «И так англичане стонали громко из-за потери своей свободы и замышляли непрерывно найти путь для сбрасывания ига, которое было так невыносимо и непривычно». Жители Севера Англии и Шотландии никогда не поддерживали норманнов после «опустошения Севера», исполненного войском Вильгельма I.
Многим англосаксам приходилось учить англо-нормандский язык, чтобы общаться со своими правителями, но они продолжали говорить между собой на древнеанглийском языке. Англия была поставлена в трёхъязычную ситуацию, когда народ продолжал говорить на древнеанглийском, латынь использовалась церковью, а англо-нормандский использовался в администрациях, при дворах и в судах. К 1200 году из-за культурного шока, вызванного завоеванием, древнеанглийский язык стремительно развился в ранний среднеанглийский. Но формой древнеанглийского в XIII веке можно считать речь населения восточного Мидлендса, причём не только крестьянского. Это открытие было обнаружено Джоном Толкином, когда он изучал группу текстов на раннем среднеанглийском, названную «группой Кэтрин». Он заметил, что тонкое различие сохранилось в этих текстах, показывающее, что древнеанглийский продолжал существовать намного дольше, чем кто-либо мог предположить.
Древнеанглийский был ключевой чертой англосаксонской культурной идентичности. В течение времени, особенно после нормандского завоевания, этот язык претерпел значительные изменения. Хоть некоторые люди, например писарь, известный как «дрожащая рука Вустера», всё ещё могли читать древнеанглийский в XII веке, он ушёл из употребления и тексты на нём стали бесполезны. К примеру, Эксетерский кодекс, похоже, использовался для прижатия сусального золота и в какой-то момент на нём была чашка рыбьего клея. Майкл Драут считает, что это символизирует конец англосаксов.
Более трёх столетий языком власти в Англии был англо-нормандский. В 1362 году парламент впервые открылся с речи на английском, а в начале XV века Генрих V стал первым монархом после нормандского завоевания, который использовал английский в своих письменных указаниях.

## Жизнь и общество
Объединение разных и разрозненных людей в один англосаксонский народ является часто используемым нарративом при описании англосаксами своей истории. Результатом объединения стало непрерывное переосмысление англосаксами своего мировоззрения и общества, которое, по мнению Генриха Херке, было сложным и этнически смешанным.

### Королевская власть и королевства

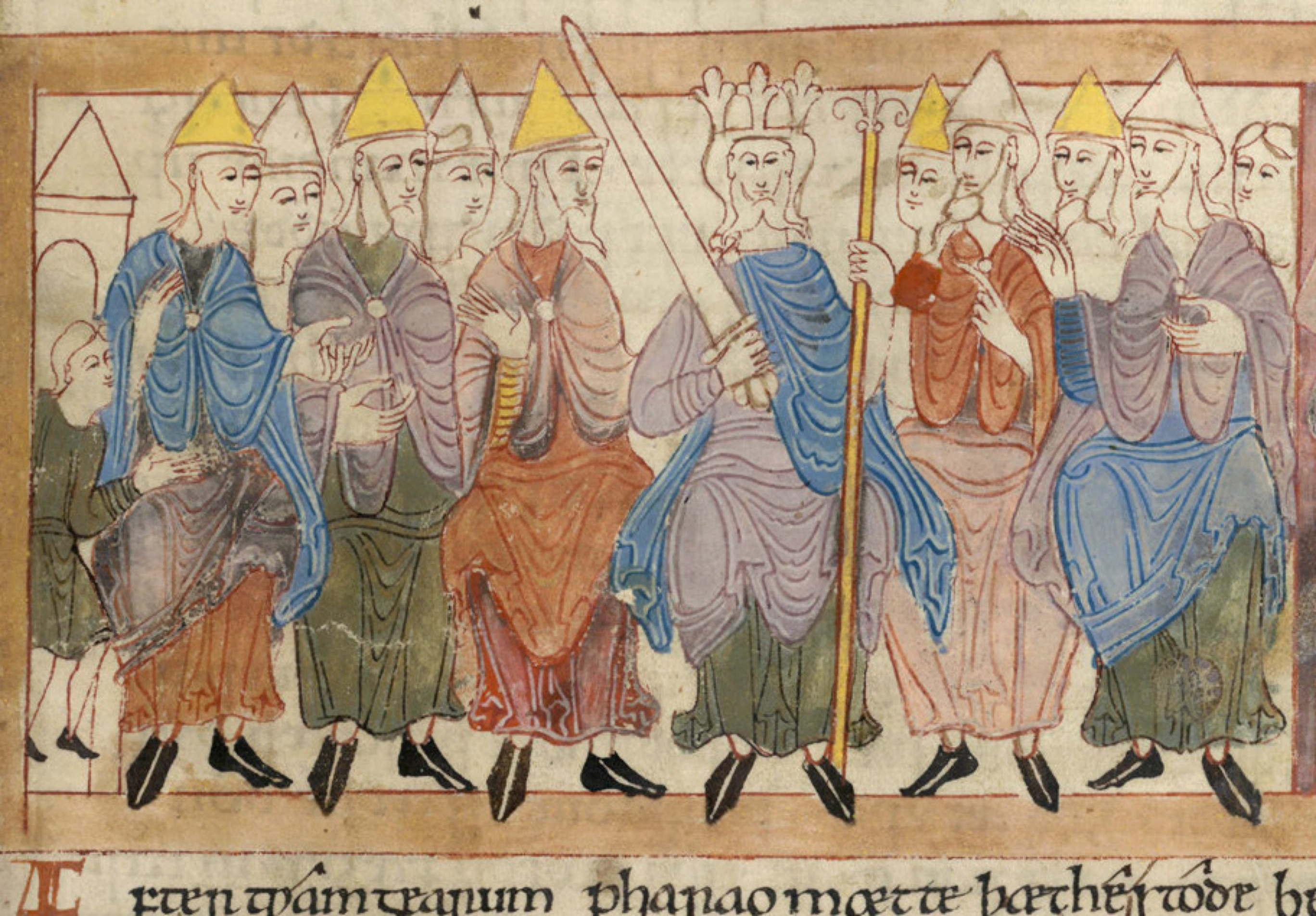
Англосаксонский король при витенагемоте. Библейская сцена в Древнеанглийском Шестикнижье XI века, Британская библиотека, Лондон

Институт королевской власти в англосаксонских королевствах до VII века не является достаточно изученным. Королевские семьи часто называли своим предком Одина или другое божество, тем самым легитимизируя свою власть, однако реальной основой их власти было происхождение от военных предводителей. Короли короновались как воины, а до X века вместо корон при коронации использовались военные шлемы. Отношения королей со своими военными людьми строились на взаимных обязательствах. Воины сражались за королей в обмен на еду, укрытие и подарки, такие как оружие. Население поддерживало короля и его военных с помощью военной ренты. Короли добывали излишки грабежом и собирательством военной ренты и престижных товаров.
В конце VI века заканчивается экономика престижных товаров, что выражается в уменьшении количества захоронений с реликвиями внутри и появлении первых роскошных королевских могил и поселений высокого статуса. Корабль-захоронение в первом кургане могильника Саттон-Ху, предположительно являющийся местом погребения короля Редвальда, является самым известным примером таких королевских могил, храня в себе искусные изделия из металла и приспособления для пира. Эти столетия торговли и производства отражают возросшую социально-политическую стратификацию и усиление административного управления, что позволило элитам VII века извлекать и перераспределять излишки с гораздо большей эффективностью, чем их предки из прошлого века. Вкратце, англосаксонское общество 600 года сильно отличалось от общества веком ранее.
К 600 году появлялись первые англосаксонские эмпории, называемые «виками» или «вичами». Всего археологами в Англии было обнаружено четверо значимых «вичов» — Лондон, Ипсуич, Йорк и Хамвич. Изначально они считались методом королевского контроля над престижными товарами, а не центрами крупной торговли. Несмотря на археологические доказательства королевского вмешательства, эмпории в настоящее время считаются подлинными центрами торговли и обмена, а также этапом урбанизации.
Согласно «Церковной истории народа англов», Англия в VII веке была разделена на мелкие королевства. «Tribal Hidage» конца VII века перечисляет 35 народов южнее Хамбера. Первый письменный закон, Правда Этельберта, представляет короля не только как военного лидера, но и как хранителя закона и порядка. Его законы касались всех уровней общества: знати, керлов (свободных людей) и рабов. Торговцы, миссионеры и другие иноземцы без защиты лорда или без знатного происхождения были под королевской защитой.
Самый могущественный король мог признаваться среди других правителей бретвальдой. Это слово изначально означало «широкий правитель», но позже было переосмыслено как «правитель Британии». Беда Достопочтенный использует термин imperium для описания статуса бретвальды, что является альтернативой слову regnum, которое, скорее всего, означало лишь право сбора дани. Власть Освиу над пиктами и скотами заключалась лишь в сборе дани. Военное господство могло в краткосрочном периоде принести большой успех и богатство, но эта система имела недостатки. Многие правители наслаждались своей властью недолго. Освиу господствовал над Мерсией всего три года. Требовалось грамотно заложить основы, чтобы превратить подвластное королевство в постоянное приобретение, как это произошло с берницийским поглощением Дейры.
К 800 году осталось лишь пять англосаксонских королевств, а несколько бриттских королевств на западе также исчезли. Большие королевства получались путём поглощения более мелких, а способы, которыми они это делали, и характер этих поглощений являются основной темой среднесаксонского периода. Беовульф, в своём героическом контексте, явно даёт понять, что военный и экономический успех были тесно связаны. Хорошим королём считался тот, кто был щедрым и через своё богатство завоёвывал поддержку, которая гарантировала превосходство над другими королевствами. Мелкие королевства не исчезали бесследно в тот момент, когда их поглощали. Их территориальная целостность сохранялась, а короли становились элдорменами. Примером подобного служит Суссекс после объединения Англии, который сохранял внутри королевства свои границы.
Витенагемотом называлось собрание служащих при короле. Его целью было консультирование по вопросам, интересовавшим короля. Витенагемот заверял хартии на земли для церквей и мирян, утверждал королевские законы или изменения в обычаях и помогал ему справиться с восставшими и недовольными.

Отступления Альфреда Великого от текста переведённого им главного труда Боэция «Утешение философией» содержат следующие замечания по поводу того, какие ресурсы нужны каждому королю: 
В случае короля ресурсы и инструменты, с которыми он правит, появляются при полном контроле своей земли: ему нужны молящиеся, сражающиеся и работающие люди. Вы также знаете, что без этих инструментов никто не узнает о короле. Другой аспект его ресурсов состоит в том, что им нужна поддержка трёх классов людей. В свою очередь, их поддержка в земле, на которой они живут, в подарках, в оружии, в еде, в эле, в одежде и в чём угодно, что надобно этим трём классам людей. 
Это было первым описанием разделения общества на три класса, где рабочие поддерживали остальные два класса. Христианство принесло новые концепты владения землёй. Роль церковных служителей соотносилась с ролью войнов, ведущих войну за небеса. Альфред намекал на то, что для выполнения королём своих обязанностей, особенно по защите, необходимо было взимать землю у землевладельцев и ценности у народа. Необходимость наделять церкви территорией привела к постоянному отчуждению земли, которая до этого давалась только на время, и принесла концепт наследственной земли, которая могла быть свободно отчуждена и на которую не могла претендовать никакая семья.
Знать под влиянием Альфреда стала вовлекаться в культурную жизнь своего королевства. После объединения Англии монашеская и духовная жизнь была поставлена под единую власть и более жёсткий контроль. Англосаксы полагали, что удача является случайным элементом в жизнях людей, и есть предел понимания того, почему одно королевство стало успешным, а другое не стало. Они также верили в судьбу и интерпретировали учесть Англии с позиции библейской и каролингской идеологии, с параллелями между израильтянами, великими европейскими империями и англосаксами. Завоевания воспринимались как наказание богом своих грешных людей и как неизбежная учесть великих империй.

### Религия

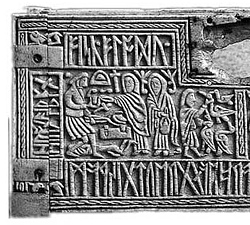
Правая часть передней стороны ларца Фрэнкса VII века, изображающая языческую легенду о кузнеце Велунде, которая была частью англосаксонских традиционных верований

Хоть христианство и доминирует в религиозной истории англосаксов, в V и VI веках господствовали верования англосаксонского язычества, берущего своё начало из общего верования древних германцев.
Язычники поклонялись на алтарях, расположенных в самых разных местах. Некоторые из них являлись построенными святилищами, а другие были объектами природы, такими как священные деревья, вершины холмов или источники воды. Согласно топонимике, подобные места поклонений назывались хеаргами или веохами. Множество поэм до нормандского завоевания содержали языческий символизм, а их интеграция в новую веру выходила за пределы литературы. Поэтому, как замечает Летбридж, «нельзя сказать, что раз этот монумент был возведён в христианские времена, то и символизм в нём должен быть христианским. Обряды старой веры, которые стали восприниматься как суеверия, практикуются и сегодня. Это не значит, что люди не были христианами, а то, что они могли видеть смысл также и в старых верованиях».
В раннем англосаксонском обществе почитались лошади, которые, как полагалось, были знакомы с богом Одином или могли быть, согласно Публию, посланниками от богов. Они также были символом плодовитости и ассоциировались с богом плодородия Фрейром, а также были центральной частью погребальных ритуалов и некоторых других обрядов. Обряды повышения плодородия включали в себя лошадиные поединки, погребения, употребление конины и приношение лошади в жертву. Хенгист и Хорса, мифические предки всех англосаксов, также связывались с лошадьми, ведь их имена в буквальном переводе означают «Жеребец» и «Лошадь». Лошадиные погребения в Англии всё же довольно редки, что может указывать на влияние с континента. Хорошо известное лошадиное захоронение VI или VII века находится в семнадцатом кургане могильника Саттон-Ху, недалеко от более знаменитого первого кургана. Могила VI века возле Лейкенхита в Суффолке содержала тело человека рядом с телом лошади в упряжи с ведром еды у её головы.
Рассказ Беды Достопочтенного о Кэдмоне, пастухе, ставшем отцом англосаксонской поэзии, раскрывает сущность обращения англосаксов из язычества в христианство. Беда пишет, что в его монастыре Стренескальк, ныне известном как аббатство Уитби, был брат, особенно памятный за божью благодать и создававший религиозные стихи так, что если что-либо было понято им из Библии, то он превращал это в поэтические выражения о доброте и смирении на древнеанглийском, который был его родным языком, и то, что через эти стихи умы множества людей часто были готовы презирать мир и стремиться к небесам. История Кэдмона иллюстрирует смешивание христианского и языческого, латинских и устных традиций, одиночных и двойных монастырей, ранее существовавших обычаев и новых учений, народного и элитного, которое охарактеризовало период христианизации в англосаксонской истории и культуре. Кэдмон не уничтожал и не игнорировал традиционную англосаксонскую поэзию, а превращал её в помощь церкви. Англосаксонская Англия находила пути сближения религии церкви с имеющимися традициями и обычаями. Таким образом, обращение англосаксов не было просто изменением веры, а было созданием нового из своего старого наследия, пришедших взглядов и познаний.

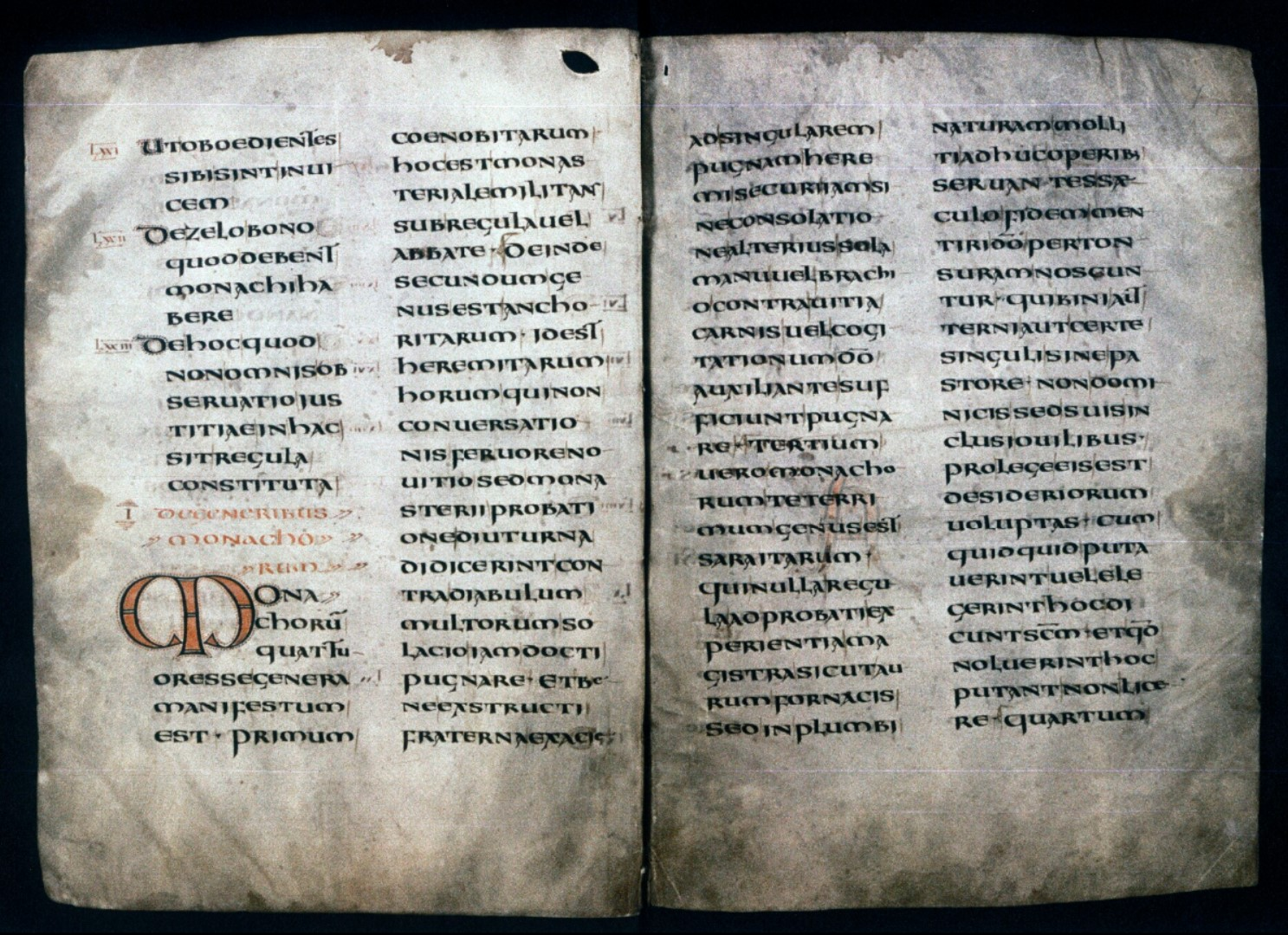
Копия Устава святого Бенедикта VIII века

Монашество было центром англосаксонской христианской жизни. Западное монашество развивалось со времён отцов-пустынников, но в VII веке монашество в Англии столкнулось с дилеммой о том, что представляет собой истинное лицо христианской веры. Существовало две монашеские традиции: кельтская и римская, и было принято решение принять римскую.
В X веке Дунстан привёл Этельвольда Уинчестерского в Гластонберийское аббатство, где они основали бенедиктинский монастырь. В течение долгого времени это был единственный монастырь в Англии, строго подчинявшийся Уставу святого Бенедикта и имевший жёсткую монашескую дисциплину. То, что Мехтхильда Гретч называет «семинаром Альдхельма», появилось в Гластонбери, а влияние этого семинара на процесс обучения в англосаксонской Англии было огромным. Королевская власть была отодвинута реформами Дунстана и Этельвольда, помогая им распространять свои идеи. Впервые это случилось в монастыре Олд-Минстер в Уинчестере, а затем и на Торни, в Питерборо, Или и в других местах. Бенедиктинское монашество распространилось на всю Англию, и эти монастыри снова стали центрами просвещения, управляемыми людьми из Гластонбери, с одним уставом, с работами Альдхельма в центре их учебной программы, но также с учётом наставлений Альфреда Великого. Новый подход к просвещению обеспечил процветание литературы.

### Военное дело
Солдаты призывались как на оборонительные, так и на наступательные войны. Ранние армии в основном набирались по количеству семей, а более поздние — по территориальному признаку. Армейские сборы, проводившиеся каждый год, играли важную роль во франкской истории, но англосаксонские королевства не имели подобного института. Первым описанием военных действий англосаксов служит упоминание Бедой сражения между нортумбрийским королём Этельфритом и восточноанглийским королём Редвальдом. Редвальд собрал большую армию, предположительно из последовавших за ним королей, и, не давая врагу время призвать и собрать всю армию, он встретился с ним с гораздо большей силой и убил его на мерсийской границе на восточном берегу реки Айдл. В битве при Эдингтоне 878 года, когда даны внезапно атаковали Альфреда Великого в Чиппехеме после праздника Двенадцатой ночи, он отступил к Ательни после Пасхи и семь недель собирал армию «на камне Эгберта». Альфред послал сообщение своим элдорменам собраться вместе. Это может объяснить задержку, а сбор армии в начале мае, когда для лошадей появляется трава, скорее всего, является не более чем совпадением. Также есть сведения о сборе флота в IX веке. В период с 992 по 1066 год корабли либо собирались в Лондоне, либо, при определённых условиях, возвращались туда в конце своей службы. Они размещались в зависимости от текущей угрозы. Так, если нападение ожидалось с севера, то корабли были в Сануидже, а если с Нормандии, то на острове Уайт.
Как только армия и флот отправлялись на войну, людей нужно было обеспечивать едой и одеждой, а лошадей — кормом. В VII и VIII веках армии сопровождались слугами и менее свободными людьми, что Альфред счёл неэффективным для отражения нападений викингов. Одной из его реформ было разделение военных ресурсов на трети. Одна треть поддерживала бурги и постоянные гарнизоны, что не позволяло викингам моментально захватить Уэссекс, но солдаты всё же могли выйти на поле боя при необходимости. Оставшиеся две трети сменяли друг друга на службе. У них был определённый срок службы и необходимый провиант. Но эта схема работала не всегда. Однажды находящийся на службе отряд, не дождавшись короля, отправился домой посреди осады датской армии на острове Торни, так как их провиант был истощён, а срок службы истёк. Такой вариант устройства армии сохранялся до 1066 года. В 917 году, когда армии Уэссекса и Мерсии были в строю с начала апреля по ноябрь, одна часть армии уходила домой, а другая её заменяла. В 1052 году, когда флот Эдуарда стоял в Сануидже в ожидании возвращения Годвина, корабли отправились в Лондон, чтобы взять новых эрлов и членов экипажа. Важность логистики, ключевой части военного успеха, высоко ценилась, даже если воспринималась как должное и упоминалась редко.
Про военную подготовку и стратегию исторические источники практически ничего не говорят. В литературе и законах нет упоминания об обучении солдат, так что можно полагаться лишь на догадки. В детстве знатный воин должен был усвоить необходимые в битвах навыки рукопашного боя и работы в команде. Возможно игры юного удалого Катберта (борьба, прыжки и бег) были частью этой подготовки. Что касается стратегии, то до времён Альфреда англосаксы часто вели войны между собой. Битвы были рискованным делом, на которое шли, только когда хорошие шансы появлялись у одной стороны. В такой ситуации, понимая своё положение, другая сторона часто пыталась откупиться. В битвах был высок риск смерти королей и принцев, что можно понять по истории нортумбрийских и мерсийских королевств. Гиллингем показал, как мало генеральных сражений устраивали Карл Великий и Ричард Львиное Сердце.
Оборонительная стратегия становится очевидной в позднее правление Альфреда. Она основывалась на постройке бургов и была ответом на попытки данов разграбить страну. Альфред и его воины могли сдерживать данов благодаря возможности преследовать и окружать их в укреплённых лагерях по всей стране. Укрепления в Уитхеме, Бакингеме, Таучестере и Колчестере принуждали данов мириться с Уэссексом. Ключом этой стратегии были осады и контроль за укреплениями. Очевидно, что новые бурги имели постоянные гарнизоны и поддерживались населением близлежащих поселений при угрозе нападения. Это наиболее наглядно показано в «Англосаксонской хронике» при описании компаний 917 года, но при отвоевании северных земель Эдуардом и Этельфледой очевидно, что использовалась сложная и скоординированная стратегия.
В 973 году в целях политического объединения установилась единая англосаксонская валюта, но, размещая литейное производство вдоль берегов, англосаксы создали очевидную мишень для новых нападений викингов. С 980 года возобновляются нападения викингов. Сначала они были мелкими, но с течением времени усиливались, что привело к тому, что приходилось всей Англией от них откупаться датскими деньгами. Первая плата в 991 году составляла 10000 фунтов. Для поддержания платежеспособности Англия сокращала импорт и наращивала экспорт, что затронуло всех жителей и сопровождалось девальвацией валюты.

### Поселения и работа

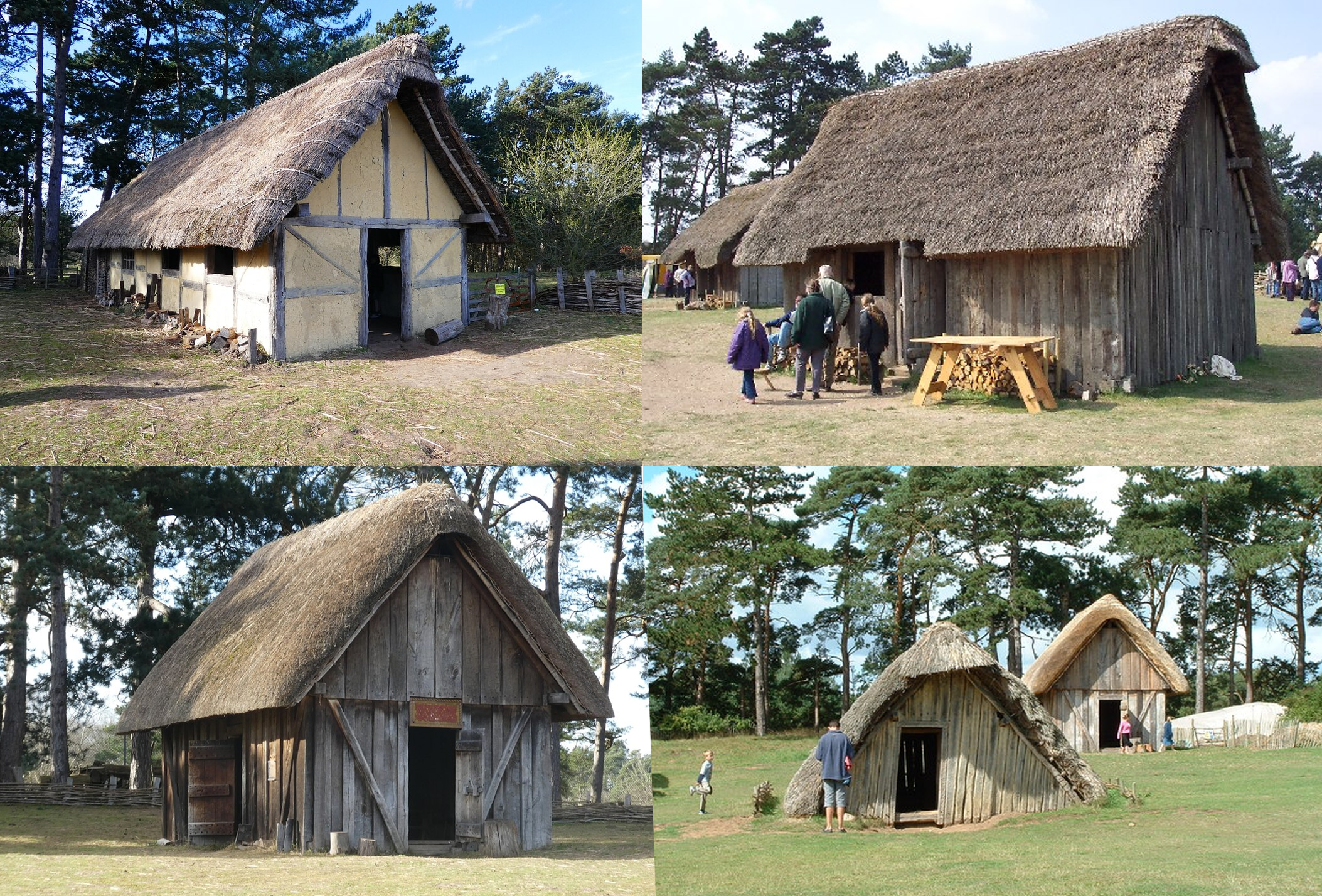
Реконструированные постройки в англосаксонской деревне Уэст-Стоу, Суффолк

Елена Хамероу предполагает, что преобладающей моделью работы и поселений, особенно в ранний период, служили кочующие поселения и прочные племенные родственные связи. Позднее была диверсификация, развитие заграждений, появились усадьбы, усовершенствовалось животноводство, стал чаще использоваться отвал для плуга, выросла производительность труда и возрастала консолидация поселений, предзнаменуя модель деревень после нормандского завоевания. Поздний период характеризуется распространением обслуживающих хозяйств, таких как сараи, мельницы и уборные, особенно в высокостатусных участках. Она также замечает, что местные и расширенные группы родственников являлись главной единицей производства в течение всего англосаксонского периода, особенно в ранний период. Тем не менее, к X и XI векам произошло распространение усадеб и усиление их важности для управления поселением и окрестными землями, что становится очевидным в «Книге Страшного суда» 1086 года.

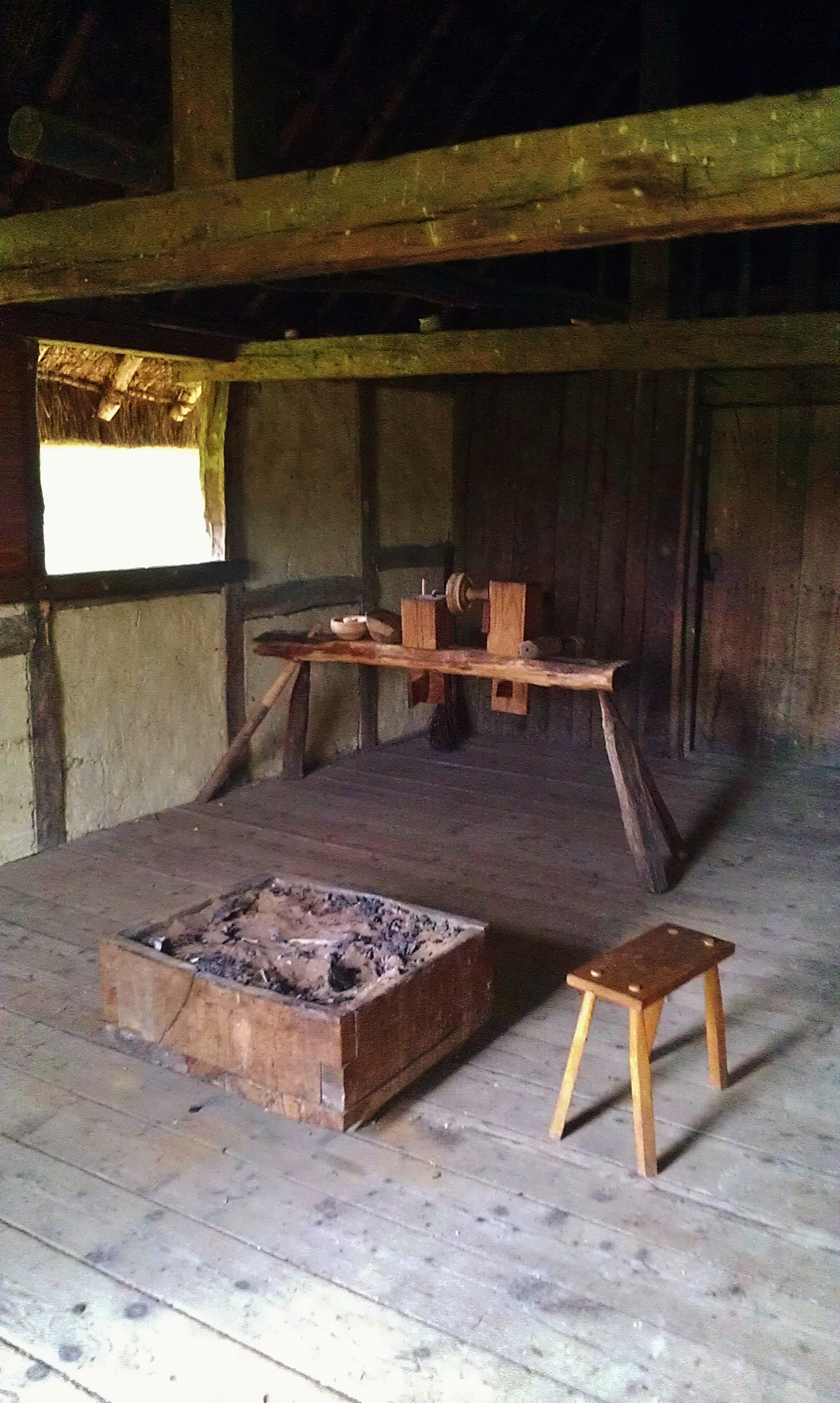
Реконструированная мастерская в англосаксонской деревне Уэст-Стоу

Коллекция построек была обнаружена в Йеверинге, нортумбрийском королевском туне. Туны состояли из рядов строений, предназначенных для кратковременного проживания королей и их свиты. Предполагается, что короли путешествовали по своим землям, причиняя правосудие, распространяя свой авторитет и собирая плату. Такие визиты были периодичными, и, скорее всего, короли посещали свои туны раз или два в году. Латинский термин villa regia, который использует Беда, предполагает, что туны были центром и сердцем королевских владений. Владения эти были землёй, чьё избыточное производство являлось центром для кормовой поддержки короля и его людей во время их пребывания в тунах. Эта территориальная модель, известная как шир, была широко изучена в науке. Колм О’Брайен, применяя это к Йеверингу, предлагает географическое определение тех мест, которые обнаружил Хоуп-Тейлор. Особенностью королевских тунов, как и любого англосаксонского поселения, было их значение в качестве места для собраний. Люди приходили не только для того, чтобы принести королям еду и отдать жильё. Они приглашались для того, чтобы король разрешил споры, обжаловал приговоры, подарил земли, дал подарки, назначил встречи, провозгласил законы, пообсуждал политику и выслушал послов. Люди также собирались для проведения ярмарок и торговли.

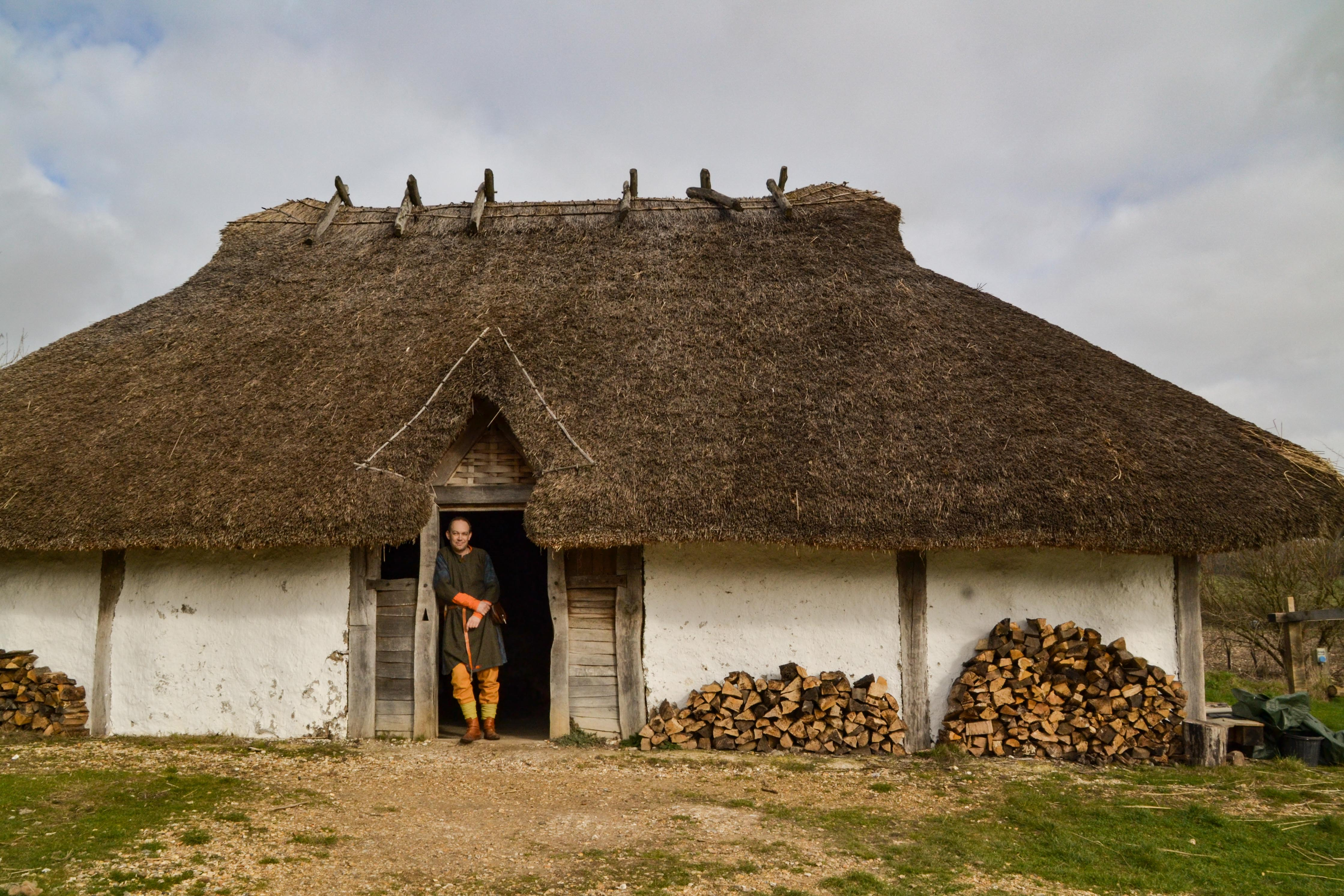
Реконструированный англосаксонский дом в Древней ферме Бутсер, Гэмпшир

Первые города создавались на основе специализации индивидуальных поселений, что поддерживается топонимикой. Деревня Саттертон (от др.англ. sutere «сапожник» и -tun «поселение, ферма») или Саттерби (где -би от др.скан. -býr «поселение, ферма») была так названа из-за обстоятельств, которые позволили на этой территории процветать данному ремеслу. Аналогичная ситуация с Саппертоном (от др.англ. sāpere «мыловар»). Повторяющиеся названия некоторых поселений, таких как Истон (от др.англ. eāst «восточный») и Уэстон (от др.англ. ƿest «западный»), отражают их положение внутри местных районов. Некоторые поселения, такие как Уиндертон (от др.англ. ƿinter «зима») и Сомертон (от др.англ. sumor «лето») показывают систему сезонных пастбищ. Поселения с названиями Хардвик (от др.англ. heord «стадо» и -ƿīc «деревня») были молочными фермами, а Синхопы (от др.англ. sƿīn «свинья» и -hop «долина, возвышенность, ограда среди пустоши») были местом выпаса свиней.
Внутреннее устройство деревень в англосаксонской Англии подразделялось на две категории: редкие фермы и усадьбы в гористой местности и более централизованные деревни на равнинах. Хронология возникновения централизованных деревень до конца не ясна, но она, скорее всего, произошла в X или IX веках и была параллельна процессу возникновения городов.

### Женщины, рабы и дети

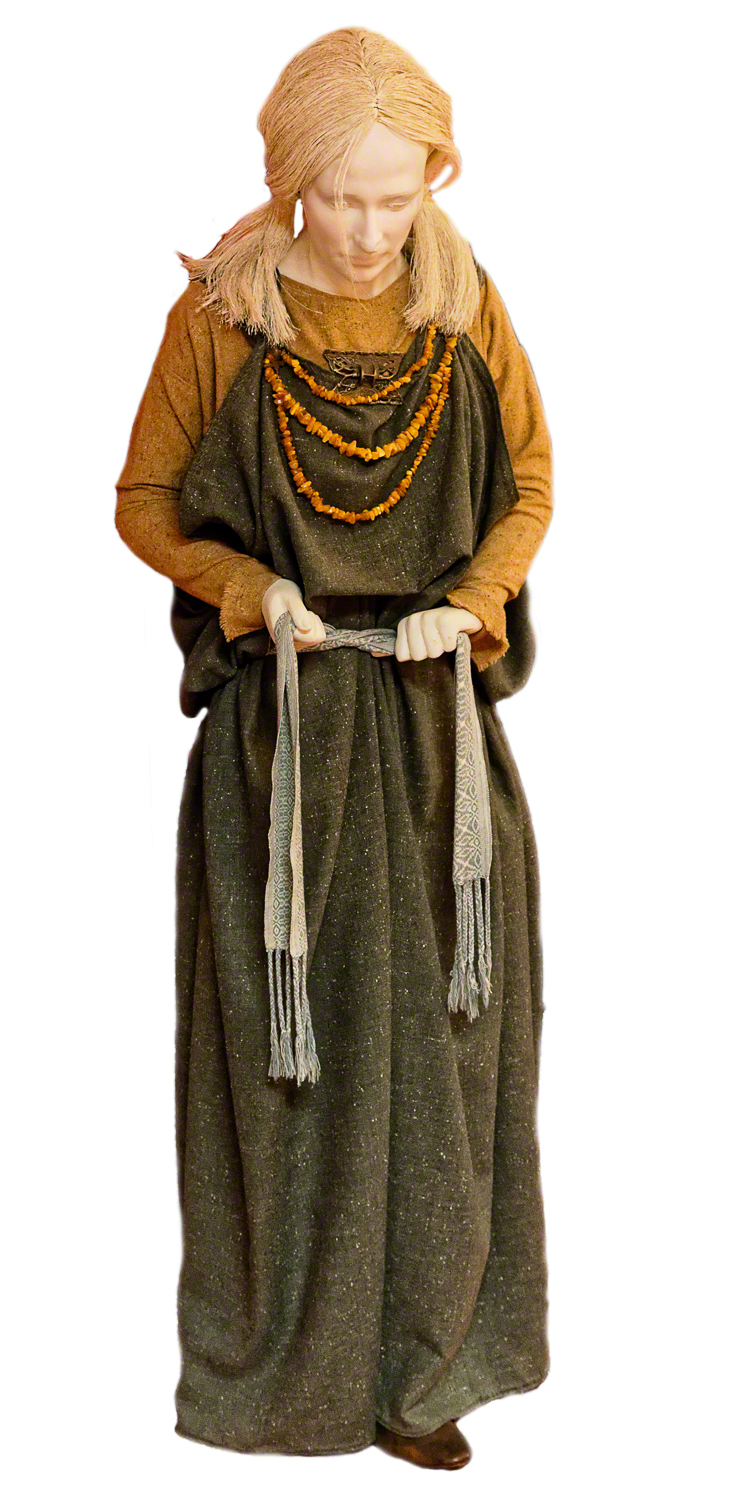
Одеяние англосаксонской женщины в англосаксонской деревне Уэст-Стоу, Суффолк

Разделение Альфредом Великим своего народа на три класса «молящихся, сражающихся и работающих людей» является далеко неполным его описанием. Женщины в англосаксонской Англии были во многом независимы, на что указывает их количество в качестве руководителей двойных монастырей и видных землевладельцев, что отражено в «Книге Страшного суда». Они могли быть доверителями в правовых отношениях, у них с мужчинами была одна и та же сумма вергельда и они могли защищаться от ложных обвинений в суде. Сексуальные и другие посягательства наказывались сурово. Также присутствуют доказательства, что даже замужние женщины могли владеть собственностью независимо, а некоторые завещания составлены совместно на имя мужа и жены.
Брак подразумевал наличие контракта между семьей невесты и будущего жениха, который был обязан выплатить деньги авансом за заключение брака, которые могли достаться родителям невесты, а после свадьбы наутро принести невесте подарок, который становился её имуществом. Вдовы были в очень хорошем положении, так как у них были права наследования и опеки над детьми. Тем не менее в законах гарантируется, что вдовы не могут быть насильно отданы в монастыри или выданы замуж, что, возможно, указывает на подобные случаи. Примогенитура, принцип наследования от отца к старшему сыну, появилась в Англии только после нормандского завоевания, так что доселе братья и сёстры были более равными в правах.
Совершеннолетие наступало в 10 или 12 лет, когда ребёнок по законам мог начать владеть имуществом и отвечать за свои преступления. Дети нередко воспитывались в других семьях или монастырях. Законы также поддерживали осиротевших детей и найдёнышей.
Общество свободных людей делилось в первую очередь на два слоя — эрлов (элдорменов) и керлов, хотя термин «эрл» стал более узким после контакта с викингами. Слой знати описывался в ранних источниках титулами ġesiþas «компаньоны» и þeġnas «тэны». Позже второй титул стал преобладающим. После нормандского завоевания титул тэна приравнялся к титулу барона. Социальная мобильность регулировалась условиями, при которых керлы становились тэнами. Критерии разнились от места к месту, но один текст указывает на необходимость наличия пяти гайд (примерно 250 гектар), колокола, калитки для скота, места и комнаты при дворце короля. В контексте контроля над бургами Фрэнк Стентон отмечает, что согласно источнику XI века торговец, в распоряжении которого имеются три торговых рейса, тоже наделялся статусом тэна. Потеря статуса также могла произойти и результатом могло быть уголовное рабство, которое также распространялось на семью преступника.
Далее общество делилось на свободных и несвободных людей. Рабство не было так распространено как в других обществах, но существовало на протяжении всего периода. Рабы и свободные люди имели внутреннюю иерархию с несколькими классами. Они разнились по месту и времени, но среди свободных людей основными слоями были короли, тэны и керлы. Они разнились по вергельду, который не только означал цену за убийство, но и служил показателем силы клятвы в суде. Рабы не имели вергельда, а посягательства на них расценивались как посягательства на их собственника, но ранние законы устанавливали разный масштаб взысканий в зависимости от ранга раба и ранга владельца. Некоторые рабы происходили из местного кельтского населения, завоёванного англосаксами по прибытии на остров. Другие являлись военнопленными, появившимися в результате многочисленных ранних войн, или продавали себя в обмен на еду во время голода. Тем не менее рабство не было постоянным, и рабы, получившие свободу, становились частью подкласса свободных людей, ниже класса керлов.

## Культура

### Архитектура

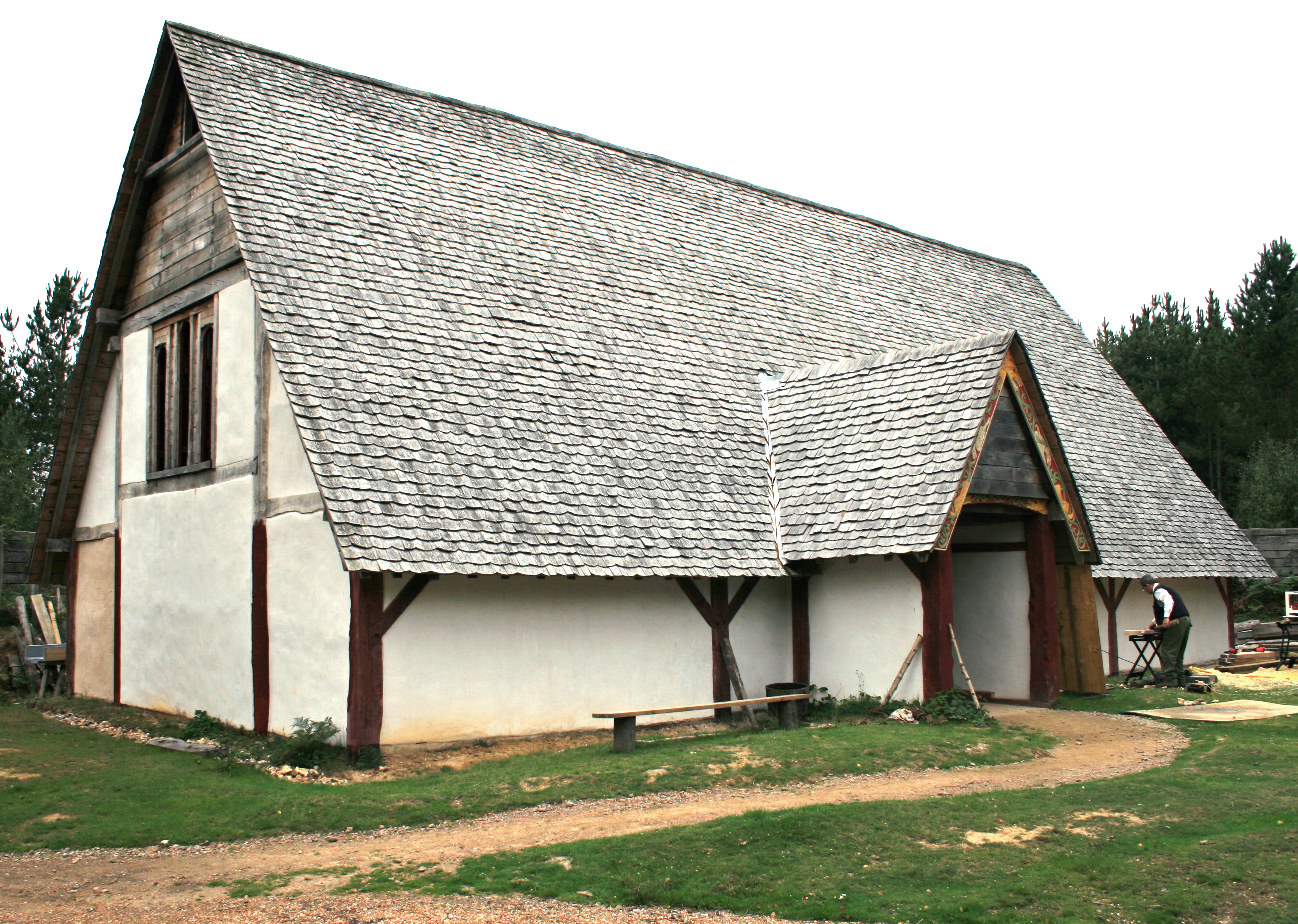
Реконструкция англосаксонского зала начала XI века в Уичерсте, Кент

Ранние англосаксонские здания являлись простыми и, за исключением каменного фундамента, были построены из древесины с соломенной крышей. Англосаксы предпочитали не поселяться возле бывших римских городов, а основывать мелкие поселения возле центров агрокультуры, на берегах рек или возле портов. В центре каждого городка был главный зал с очагом.
Только десять из сотен раскопанных поселений англосаксов имели каменные структуры, которые ограничивались несколькими специфичными контекстами. Древесина использовалась повсеместно. В отличие от Каролингской империи, англосаксонские королевские дворы продолжали строиться из дерева на манер Йеверинга прошлых столетий. Это явно был намеренный выбор, возможно связанный с древнегерманской идентичностью англосаксонской знати.
Даже высокие слои общества имели простые здания с центральным огнём и дырой в крыше для дыма. Самые большие дома редко имели более одного этажа и одной комнаты. Строения отличались по форме, большинство были квадратными или треугольными, но круглые дома тоже присутствовали. Большинство домов имели впалые донья с неглубокой ямой, над которой был подвешен дощатый пол. Эта яма могла использоваться для хранения, но она, скорее всего, была наполнена соломой для изоляции. Вариация дизайна впалого дна была найдена в городах, где подвал мог быть глубиной в три метра, вероятнее всего там были хранилища или мастерские. Ещё одним распространённым явлением был столбчатый каркас, который состоял из тяжёлых столбов, вставленных прямо в землю и поддерживающих крышу. Пространство между столбами было наполнено плетнёй и глиной, или, в редких случаях, досками. Пол представлял собой утоптанную землю, но доски тоже иногда присутствовали. Материалы для крыши отличались. Солома была наиболее распространена, в то время как дёрн и деревянные дранки тоже использовались.
Камень иногда использовался при строительстве церквей. Беда Достопочтенный указывает, что каменные конструкции монастырей, включая его собственный, были построены на римский манер, что подчёркивает различия с традицией деревянного строительства. Беда верил, что Кентерберийский собор был восстановлен на основе существующей римской церкви, в то время как на самом деле он был построен на основе римских материалов.
Строительство церквей в англосаксонской Англии началось в 597 году по прибытии Августина Кентерберийского в Кент. Для этого он, наверное, нанял рабочих из королевства франков. Кентерберийский собор, вместе с кентскими церквями в Минстре (примерно 664 год) и церковью святой Марии в Рекулвере (669 год), а также эссекской часовней Святого Питера-на-стене в Брадуэлле-на-море, определяют самый ранний тип церквей юго-восточной Англии. Простой неф без прохода составлял окружение главного алтаря. К востоку от него пресвитерий отделял апсиду для нужд служителей. Фланговая апсида и восточный конец нефа были комнатами, выполнявшими роль ризницы. Дальнейший портик мог продолжаться вместе с нефом для нужд погребения и для других целей. В Нортумбрии раннее англосаксонское христианство распространялось через ирландскую миссию, важные церкви были построены из дерева. Каменные церкви стали распространяться в конце VII века при содействии Вильфрида Йоркского в Рипоне и в Хексеме и Бенедикта Бископа в Монкуирмут-Джарроу. Эти строения имели долгие нефы и мелкие треугольные пресвитерии. Портики иногда окружали нефы. Замысловатые склепы были особенностью строений Вильфрида. Наиболее сохранившейся ранней нортумбрийской церковью является церковь в Эскомбе.
Сохранились важные строения периода с середины VIII века по середину X века. Одна группа включает в себя первые церкви с проходами: церковь Всех святых в Бриксуорте, самая масштабная относительно нетронутая англосаксонская церковь; церковь Святой Марии в Верхеме; церковь в Сайренсестере; и перестроенный Кентерберийский собор. Эти строения могут сравниться с церквями Каролингской империи. Церкви меньшего размера с простыми нефами могут датироваться концом VIII и началом IX веков, основываясь на их замысловатых декорациях. Башня церкви в Барнаке является характерной для церквей начала X века, когда декоративные черты поздней англосаксонской архитектуры, такие как узкие выгнутые вверх лопатки, окружающие проходы над арками и формирующие стены, также присутствующие в церкви Святого Питера в Бартоне-на-Тайне и церкви Всех Святых в Эрлс-Бартоне, уже присутствовали, но в общих чертах церкви оставались консервативными.
Только несколько церквей периода монашеского возрождения второй половины X века сохранились или были выкопаны. Эти примеры включают в себя Гластонберийское аббатство, Старый собор Уинчестера, Ромсийский монастырь, Чолсийский монастырь и собор в Питерборо. Большинство церквей, описываемых как англосаксонские, принадлежат периоду с конца X века по начало XII. В течение этого периода многие поселения стали иметь каменные церкви, но древесина продолжала использоваться. Наиболее сохранившейся деревянной церковью является Гринстедская церковь в Эссексе, построенная не раньше VIII века и являвшаяся типичным представителем приходских церквей. На континенте в течение XI века развились группы не связанных между собой романских стилей, что связывается с масштабной перестройкой многих церквей, которая стала возможной благодаря развитию архитектуры и каменного искусства.
Романский стиль появился в Англии при перестройке Вестминстерского аббатства при Эдуарде Исповеднике примерно в 1042—1060 годах, но этот вариант аббатства не сохранился, а романский стиль стал главным только после нормандского завоевания. Тем не менее пересекающиеся столбы Стоуского монастыря начала 1050-х годов являются безусловно протороманскими. Более декоративная интерпретация романского стиля в простых церквях датируется серединой или концом XI века. Примеры включают в себя церкви в Хедстоке, Эссекс; Клейтоне, Суссекс; и Сомптинге, Суссекс. Этот стиль использовался до конца XI века, оканчиваясь на церкви в Милборн-Порте, Сомерсет. В Аббатстве Святого Августина середины XI века аббат Вульфрик собирался сохранять старые церкви, в то же время связывая их восьмиугольной ротондой, но этот концепт был по существу дороманским. Англосаксонские церкви всегда украшались искусствами, включающими росписи стен, витраж, металлические работы и статуи.

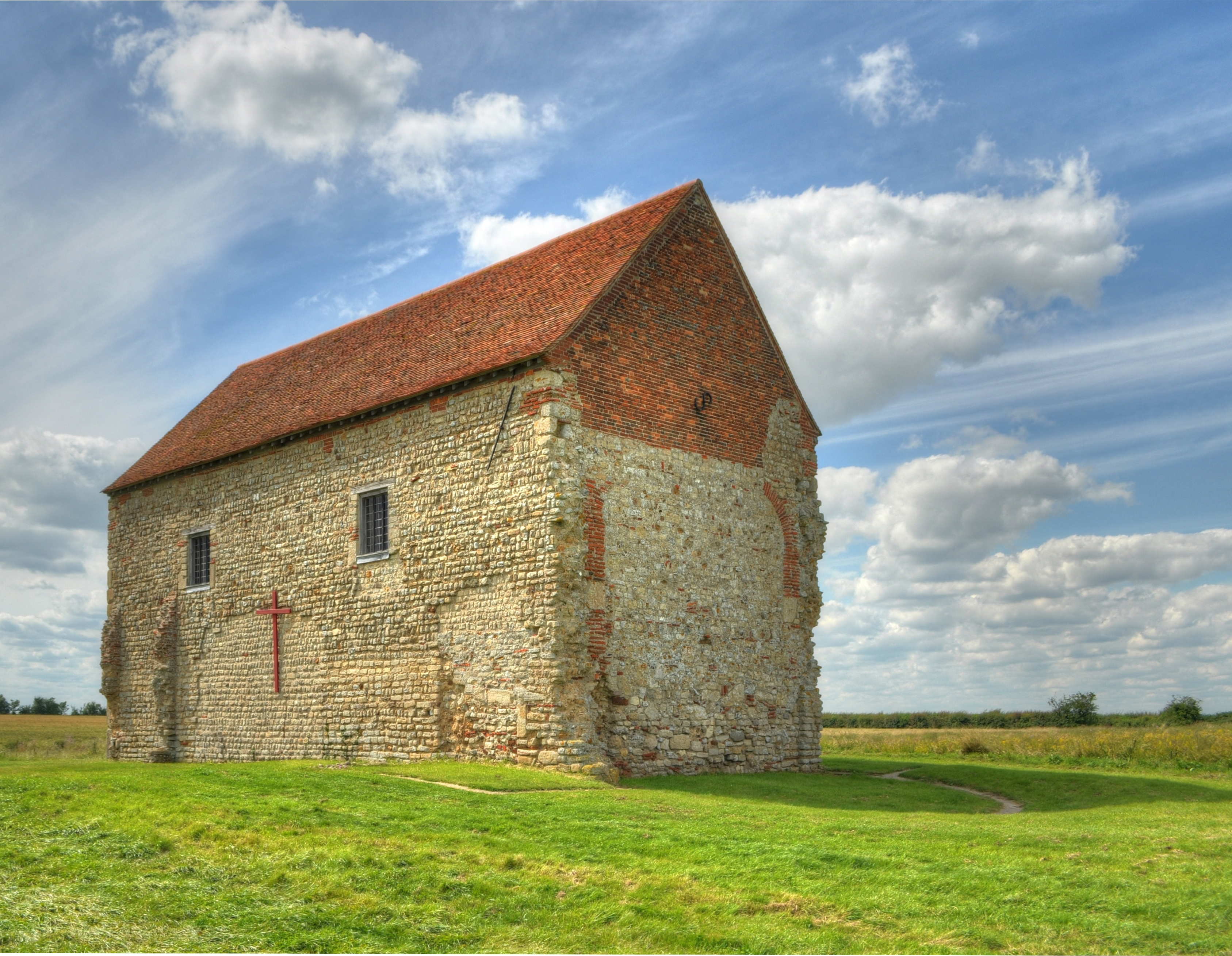
Часовня Святого Питера-на-стене, Эссекс. Является примером ранней церкви с простым нефом. Построена ок. 650 года.
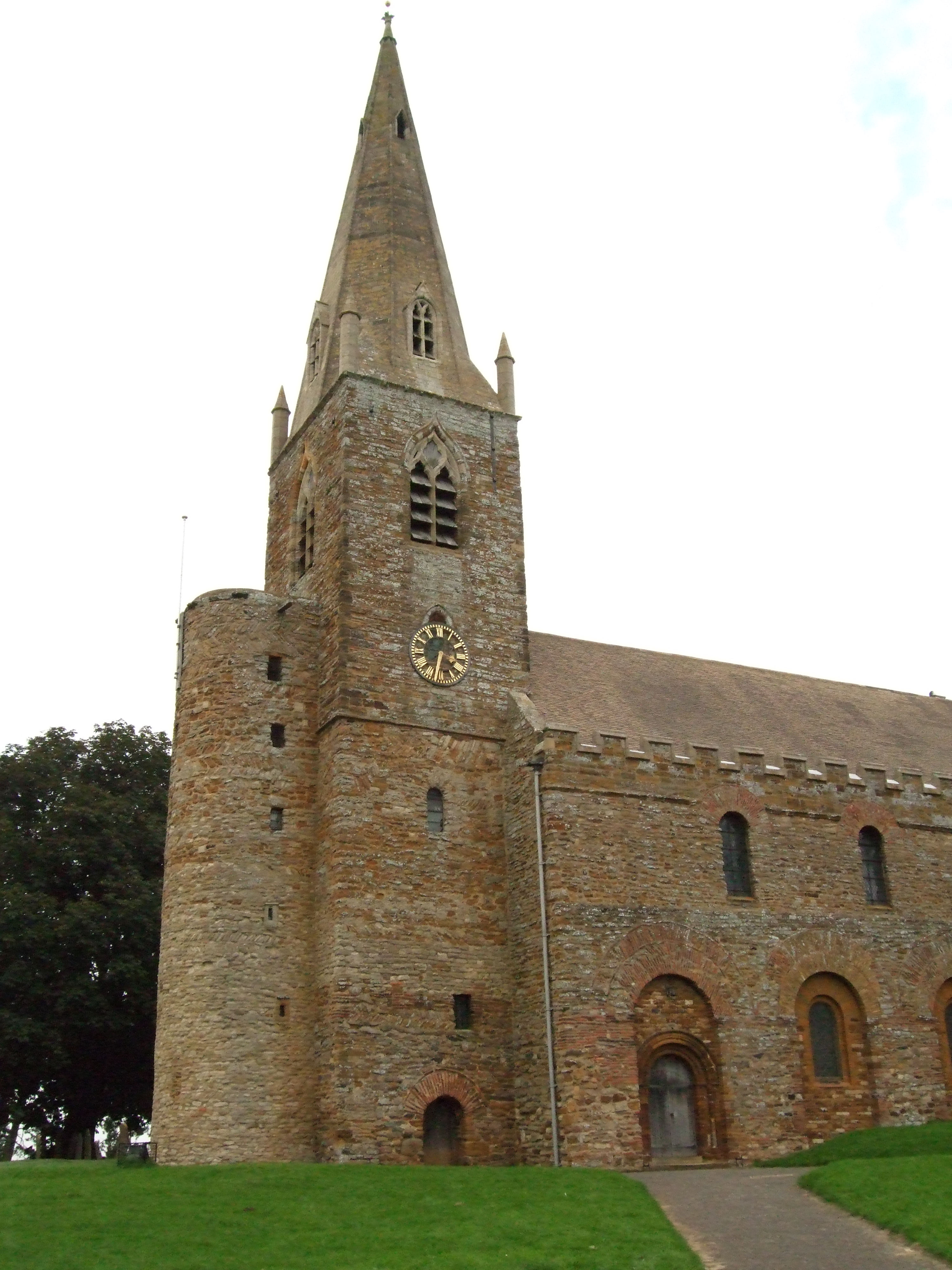
Церковь Всех святых в Бриксуорте, Нортгемптоншир. Одна из самых больших церквей, сохранившихся в относительно нетронутом виде. Основана ок. 690 года.
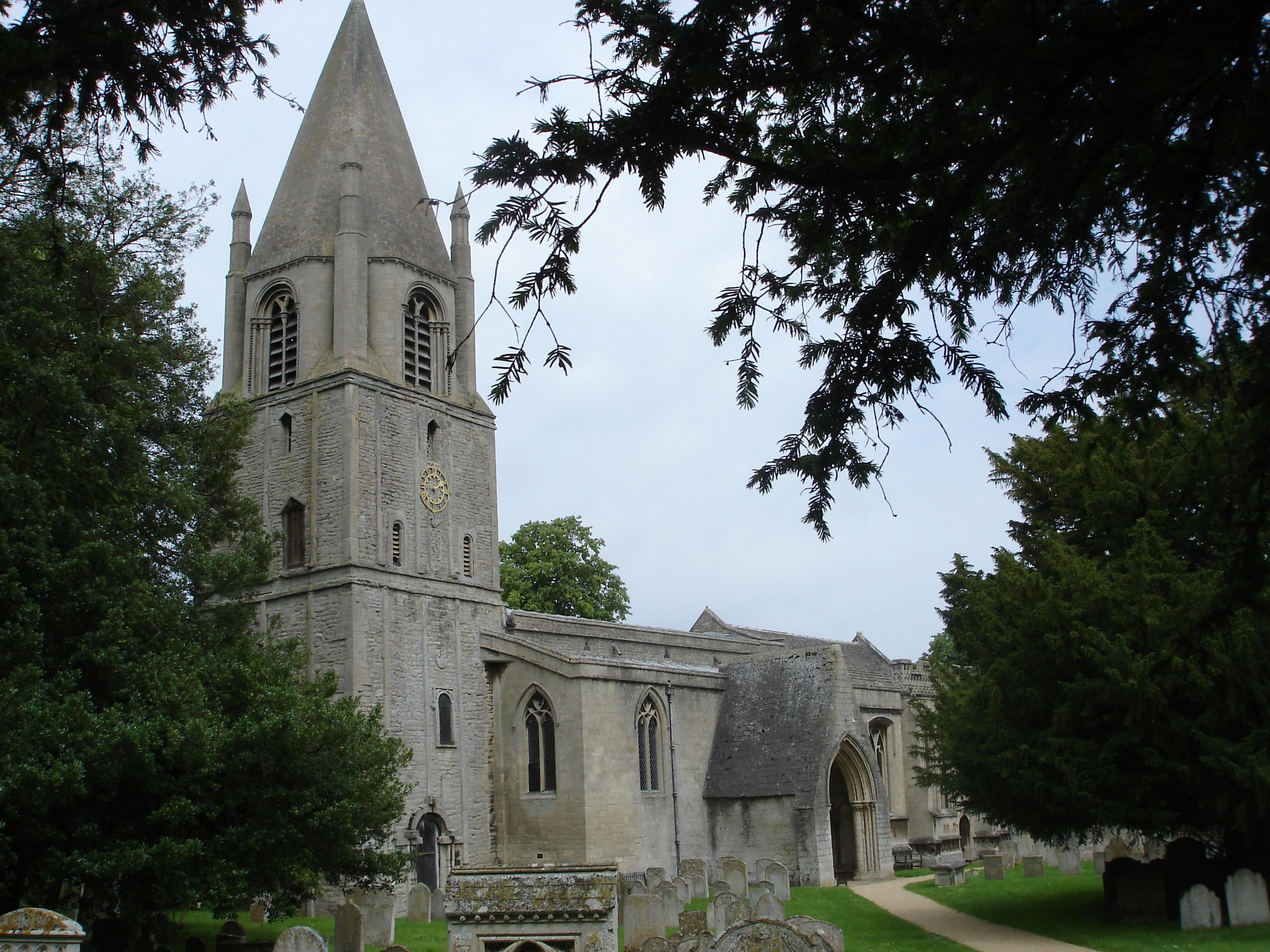
Церковь Святого Иоанна Крестителя в Барнаке, Питерборо. Нижняя башня построена ок. 970 года, а шпиль позже.
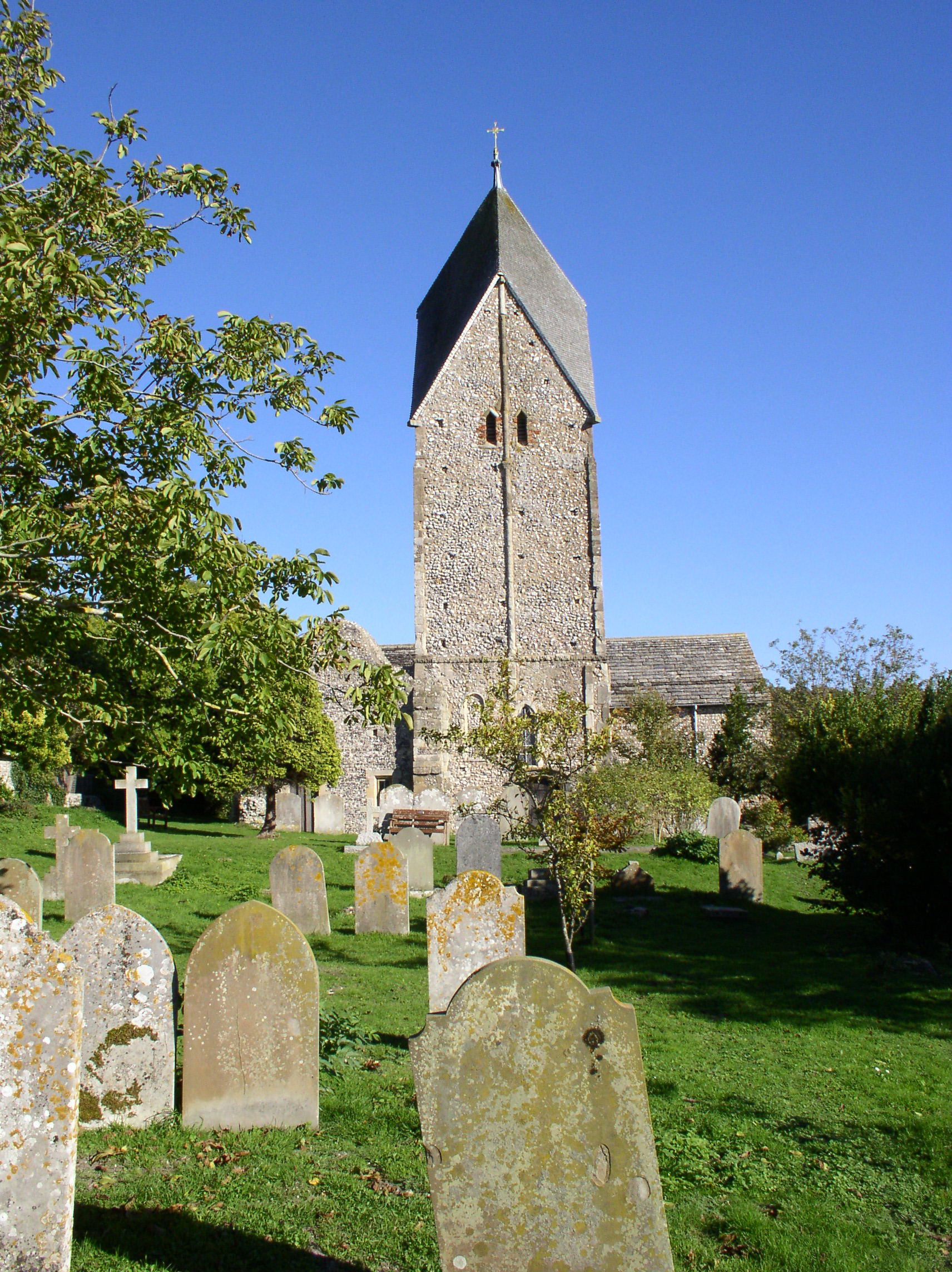
Церковь Святой Марии в Верхеме, Суссекс. Сохранился в нетронутом виде англосаксонский рейнский шлем. Построена ок. 1050 года.

### Искусство
Раннее англосаксонское искусство представлено по большей части украшенными ювелирными изделиями: брошью, пряжей, бисером и запястными застёжками, иногда выдающегося качества. В V веке отличительной чертой англосаксов были метательные броши с мотивами пресмыкающихся животных. Примером таких украшений является серебряная брошь в Сарре, Кент. Истоки этого стиля вызывают вопросы, но он связан с римской, франкской или ютской культурой. Судя по схожим узорам на деревянных изделиях и масках, единый стиль процветал с конца V по конец следующего века. Другой стиль, который плавно заменил предыдущий, представлен извивающимися зверями с переплетающимися телами.

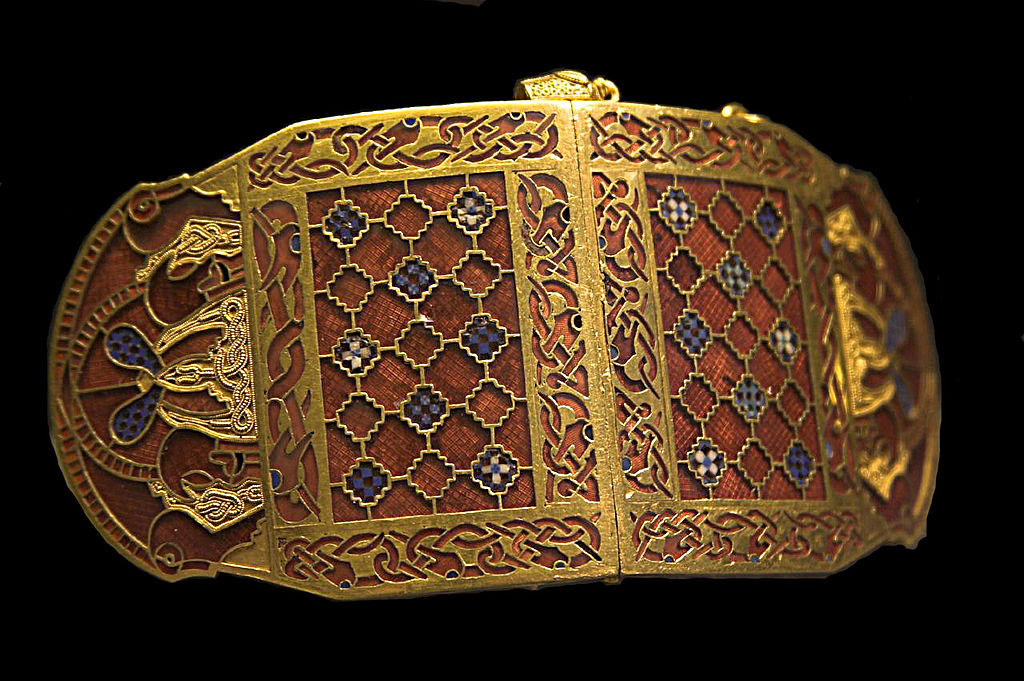
Наплечник (в близи), раскопанный в первом кургане могильника Саттон-Ху, Суффолк. Выставлен в Британском музее

К концу VI века лучшие работы на юго-востоке Англии начинают отличаться использованием большого количества дорогостоящих материалов, прежде всего золота и гранатов, что отражает растущее богатство организованного общества, которое могло импортировать дорогие материалы. Примером таких работ может послужить пряжа из кургана в Таплоу и ювелирные изделия из кургана в Саттон-Ху, около 600 и 625 годов соответственно. Символизм декоративных элементов, переплетений и положений животных остаётся непонятен. Эти работы были продуктами общества, отдающего свои скромные ресурсные излишки на личные произведения искусства, что порождало спрос на ремесленников и ювелиров с высоким профессионализмом. Владение красивой брошью или пряжей было символом высокого статуса человека.
Стаффордширский клад является самым большим англосаксонским кладом, раскопанным возле деревни Хаммервич и состоящим из более чем 3500 серебряных и золотых драгоценностей, связанных с военным делом. Данный клад показывает, что в руках знати начала VII века было сосредоточено большое количество высококачественных работ из золота, и что ценность подобных драгоценностей как предмета валюты и потенциальной контрибуции могла превышать их целостность и качество.
Христианизация общества произвела революцию визуального искусства, а также других аспектов общества. Искусство должно было исполнять новые функции, и в то время как языческое искусство было абстрактным, христианское искусство должно было быть понятным. Переход от языческих к христианским традициям заметен в работах VII века, таких как пряжа из Крандейл-Даунс и Кентерберийский кулон. Христианство стимулировало повышение качества металлических изделий и развитие каменных скульптур, а также принесло традицию иллюминированных рукописей. Германские мотивы, такие как переплетения и животные орнаменты, также стоящие наряду с кельтскими спиральными узорами, были сопоставлены с христианскими образами и средиземноморскими декорациями, особенно лозами. Рутвельский крест, Бюкаслский крест, и крест в Исби являются самыми известными примерами нортумбрийской версии высоких кельтских крестов, отличающейся тонким стержнем.
Множество христианских памятников искусства было создано в Нортумбрии на рубеже VIII века: датируемый 680-ми годами косяк дверного проёма в Монквирмуте, районе Сандерленда, имеющий узор из двух ящероподобных зверей; украшенный золотом и гранатом наперсный крест Катберта, созданный предположительно до 678 года; деревянный гроб последнего, расписанный символами Христа и евангелистов, Мадонны с младенцем, архангелов и апостолов; Евангелие из Линдисфарна и Амиатинский кодекс. Тот факт, что все эти работы были нортумбрийскими, может показывать особую силу церкви в этом королевстве. Подобные работы на юге Англии были более сдержанными в плане изящества.
Линдисфарн был важным центром книгопроизводства наряду с Рипоном и Монкуирмут-Джарроу. Евангелие из Линдисфарна есть, возможно, самая прекрасная книга Средневековья, которая была написана и оформлена в Линдисфарне вместе с Евангелием из Эхтернаха и, возможно, Книгой из Дарроу. Евангелие представляет собою апракос на латыни, обильно украшенный в гиберно-саксонском стиле, который сочетает ирландские и западно-средиземноморские элементы и включает изображения из Восточного Средиземноморья, в том числе из коптского христианства. Амиатинский кодекс был произведён на севере Англии примерно в то же самое время и впоследствии был назван лучшей книгой в мире, являясь определённо одной из самых больших, имея вес 34 килограмма. Кодекс является пандектом, что было редкостью в Средневековье. Он включал всю Библию целиком и был написан в монастыре Монкуирмут-Джарроу в 692 году под руководством аббата Кеолфрида, предположительно имевшего связи с Бедой Достопочтенным. Существование кодекса показывает богатство ранней северной Англии. Суть записи о том, что данному монастырю нужен был земельный дар, чтобы содержать дополнительно две тысячи голов скота для производства велени, которая предназначалась для данной работы. Амиатинский кодекс должен был стать подарком папе Римскому Григорию II, и Кеолфрид перевозил книгу в Рим, когда последний умер по пути. Рукопись попала в монастырь Сан-Сальваторе на горе Амиата, по имени которой и получила название. Копия этой книги, сделанная в IX веке, и сейчас является владением папы Римского. Оригинал с 1786 года храниться в Библиотеке Лауренциана.

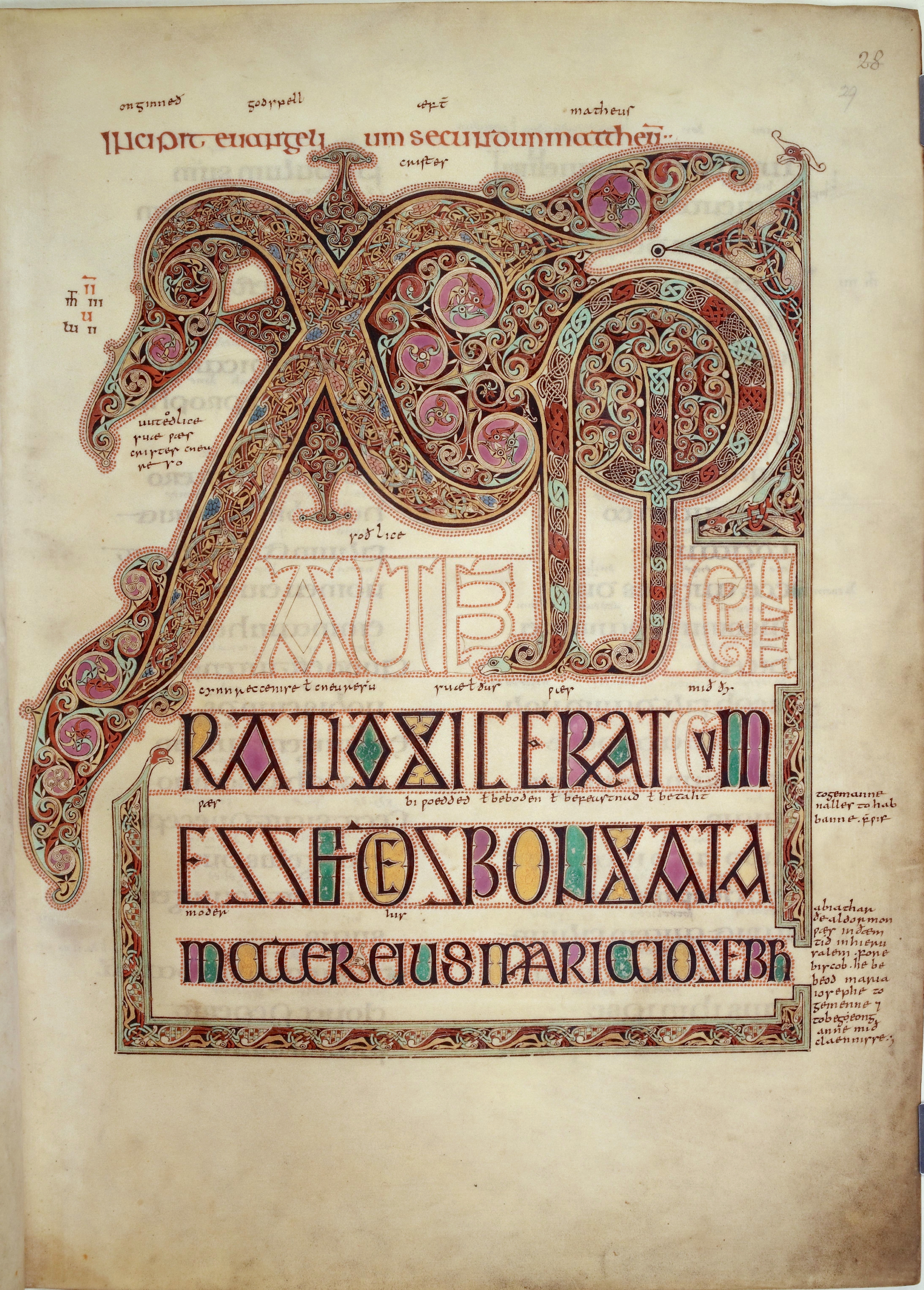
Страница с хризмой в Евангелие из Линдисфарна, написанном c. 700 года и возможно созданном епископом Эдфритом в память о Катберте Линдисфарнском

В VIII веке расцвело англосаксонское христианское искусство, появлялись изобильно разукрашенные манускрипты и скульптуры, а также светские работы, содержащие аналогичные орнаменты, примером чего могут послужить Уитемские булавки и Коппергейтский шлем. Рассвет мерсийских скульптур произошёл во второй половине VIII века, то есть чуть позже, чем в Нортумбрии. Книга из Серна начала IX века является личным молитвенником на латыни, содержащим глоссы на мерсийском диалекте древнеанглийского. Этот манускрипт украшен четырьмя полностраничными миниатюрами, большими и мелкими буквами, а также длинными обрамлениями. Также в этих рукописях присутствовали узоры сгибающихся в треугольную форму зверей, присутствующие также на объектах из Трюхидлского клада, закопанного примерно в 870-х годах, и на кольцах, принадлежащих Этельвульфу, королю Уэссекса, и королеве Этельсвите, которые являются главными примерами из скудного перечня достойных металлических работ IX века.
На юге Англии демонстрируется непрерывность в художественной традиции, хотя скандинавское вторжение было, безусловно, поворотным моментом. Войны и грабежи уничтожили множество работ англосаксов, в то время как поселившиеся вторженцы имели своих ремесленников. Результатом стало усиление различий северного и южного искусства. В X и XI веках территория Денло характеризуется каменным искусством, в котором англосаксонская традиция узких стержней крестов приняла новую форму, а также отличительными англо-скандинавскими монументами — горбатыми могилами (хогбаками). Декоративные мотивы на данных северных вырезках, а также на личных бытовых украшениях, напоминают скандинавские стили. Западносаксонская гегемония и реформа монашества послужили катализатором возрождения искусства на юге Англии в конце IX века. Теперь художники ориентировались преимущественно на континентальные стили, в частности на узоры переплетающихся листьев. Ведущей ранней работой является драгоценность Альфреда, имеющая мясистые листья на обратной стороне, а также камень и манипулы уинчестерского епископа Фритстана, украшенные акантскими листьями наряду с другими мотивами византийского искусства. Судя по доказательствам, Уинчестер и Кентербери были главными центрами рукописного искусства во второй половине X века. Произведения из этих городов представлены красочными рисунками с обильным лиственным обрамлением и цветными линейными рисунками.
К началу XI века северные и южные традиции слились, и стали появляться новые центры культурного производства. Несмотря на то, что культура этого периода представлена в основном манускриптами, сохранились также многочисленные памятники архитектуры, изделия из слоновой кости, и работы по металлу, показывающие единство светского стиля и проникновение северных мотивов на юг Англии. Богатство Англии конца X и начала XI века подчёркнуто обильным использованием золота в рукописях, а также его использованием при производстве сосудов, тканей и статуй, что известно по письменным источникам. Южное англосаксонское искусство широко признавалось и заимствовалось норманнами, франками и фландрийцами примерно с 1000 года. Стараясь завладеть англосаксонскими культурными артефактами или восстановить из них материалы, норманны после своего вторжения присваивали их в большом количестве. Гобелен из Байё, возможно разработанный художником из Кентербери для епископа Одо, является вершиной англосаксонского искусства. Несмотря на примерно шесть веков непрерывных изменений, в англосаксонском искусстве неизменно сохраняется обильное использование красок, взаимодействие абстрактных орнаментов и материальных субъектов, а также слияние разных стилей, отражающее связь Англии с остальной Европой.

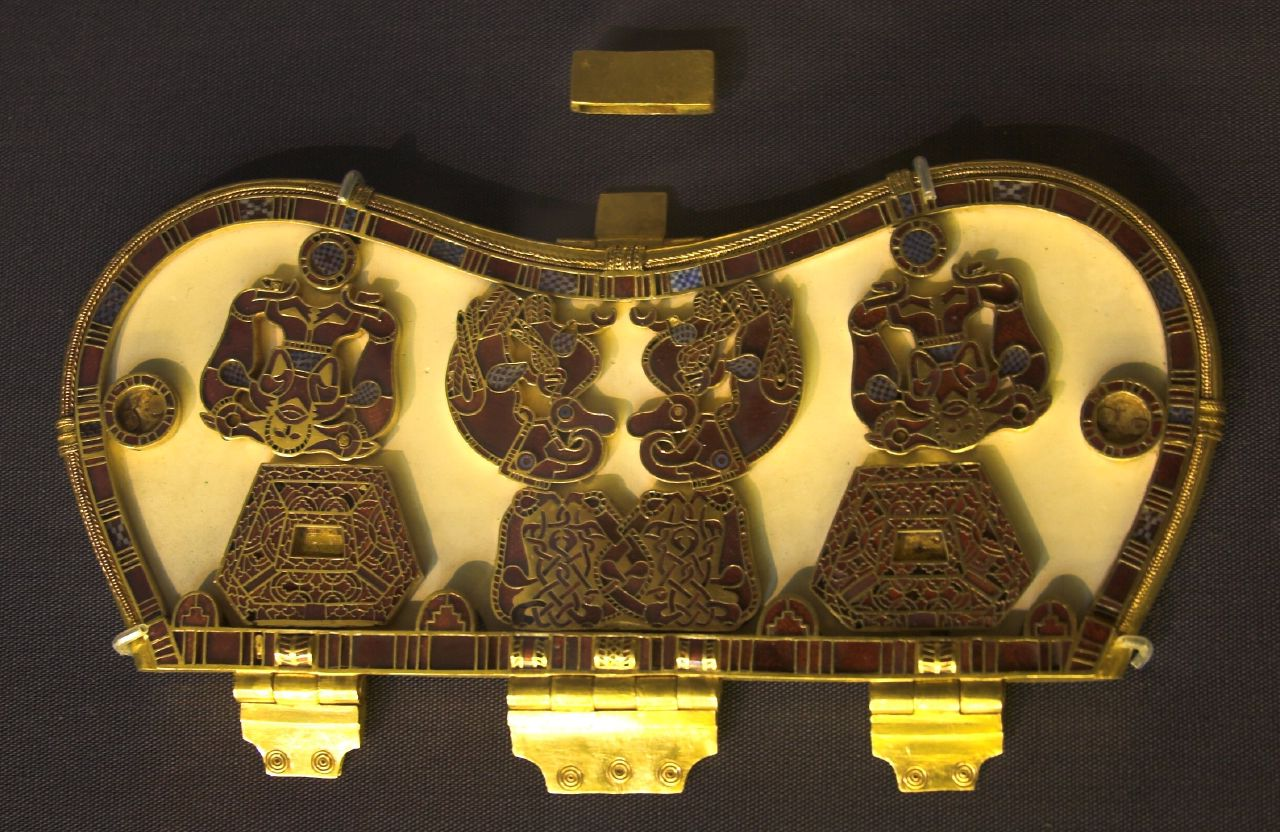
Крышка от кошелька из Саттон-Ху, созданная ок. 620 года.
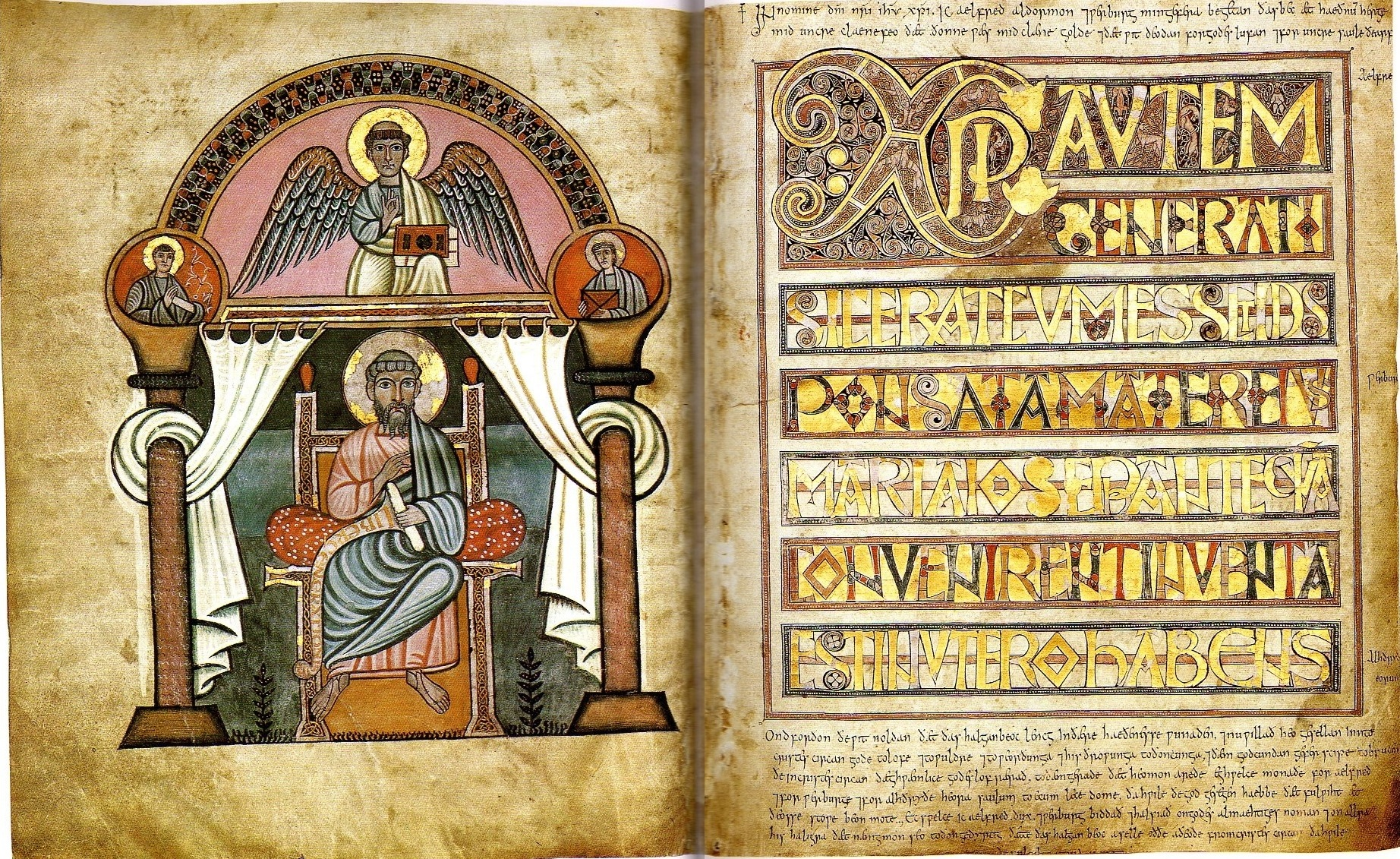
Стокгольмский Золотой кодекс, написанный ок. 750 года.
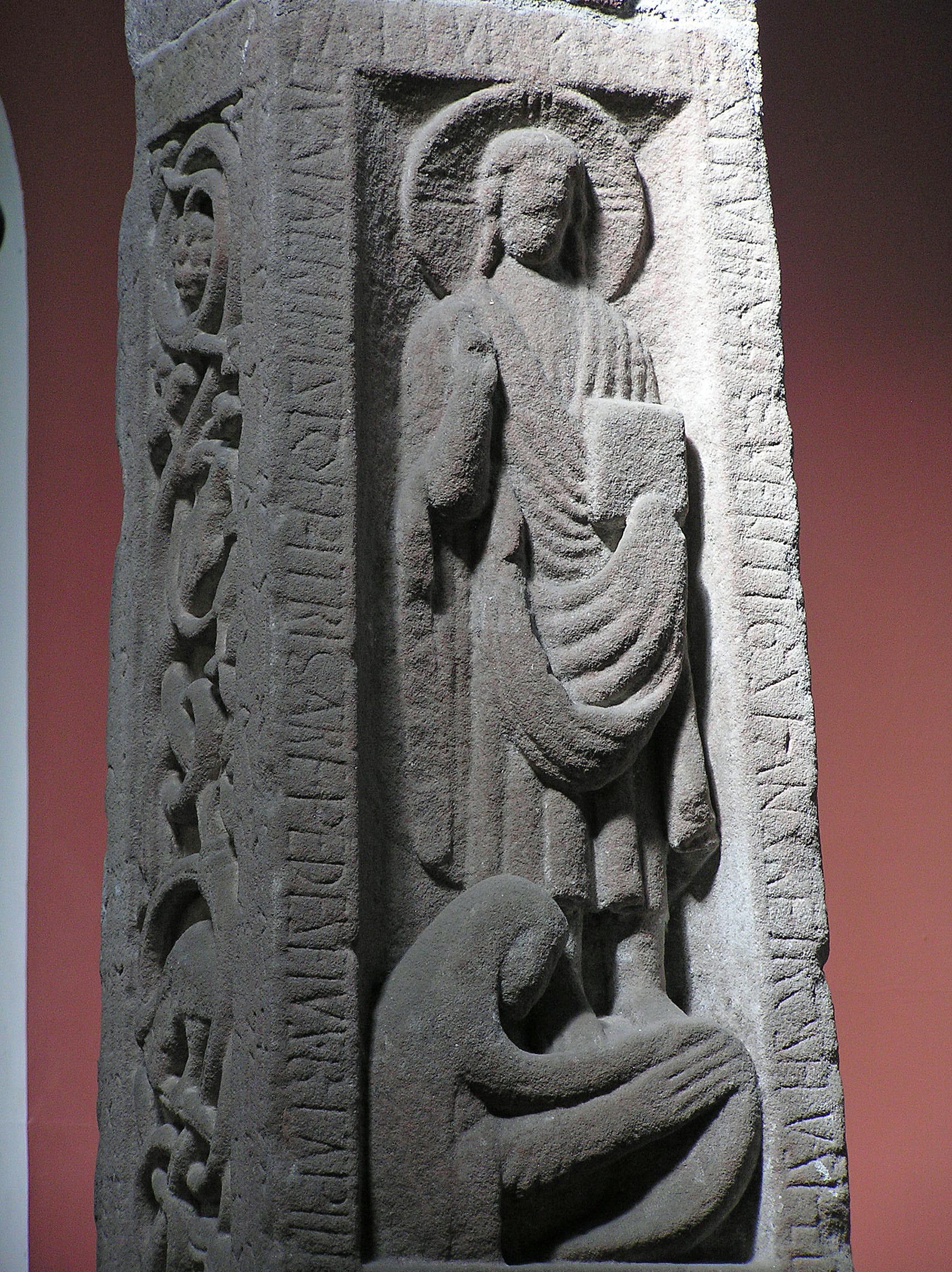
Рутвельский крест, выгравированный ок. 750 года.
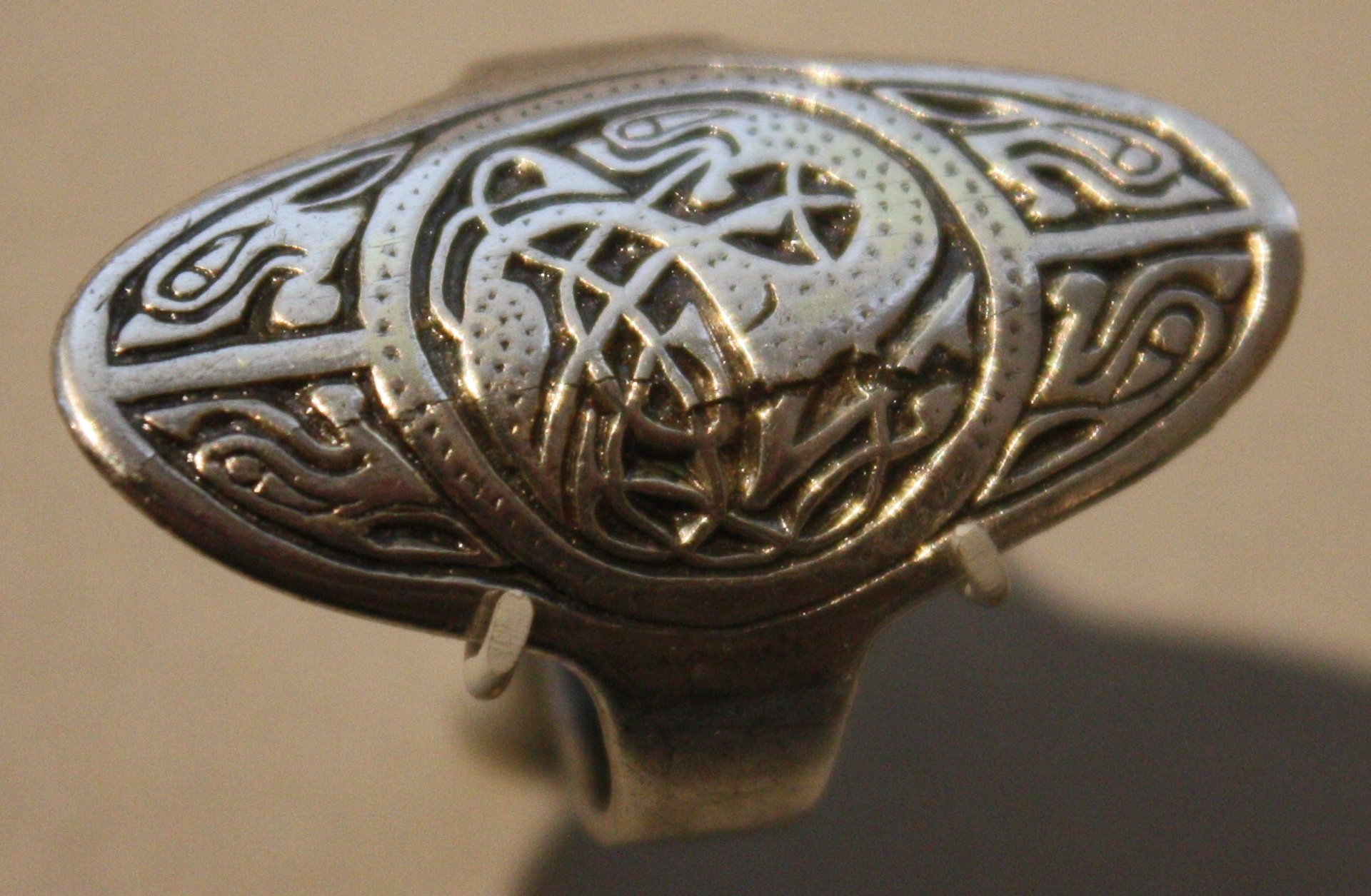
Трюхидлский стиль на серебряном кольце, выкованном примерно в конце VIII — начале IX века.
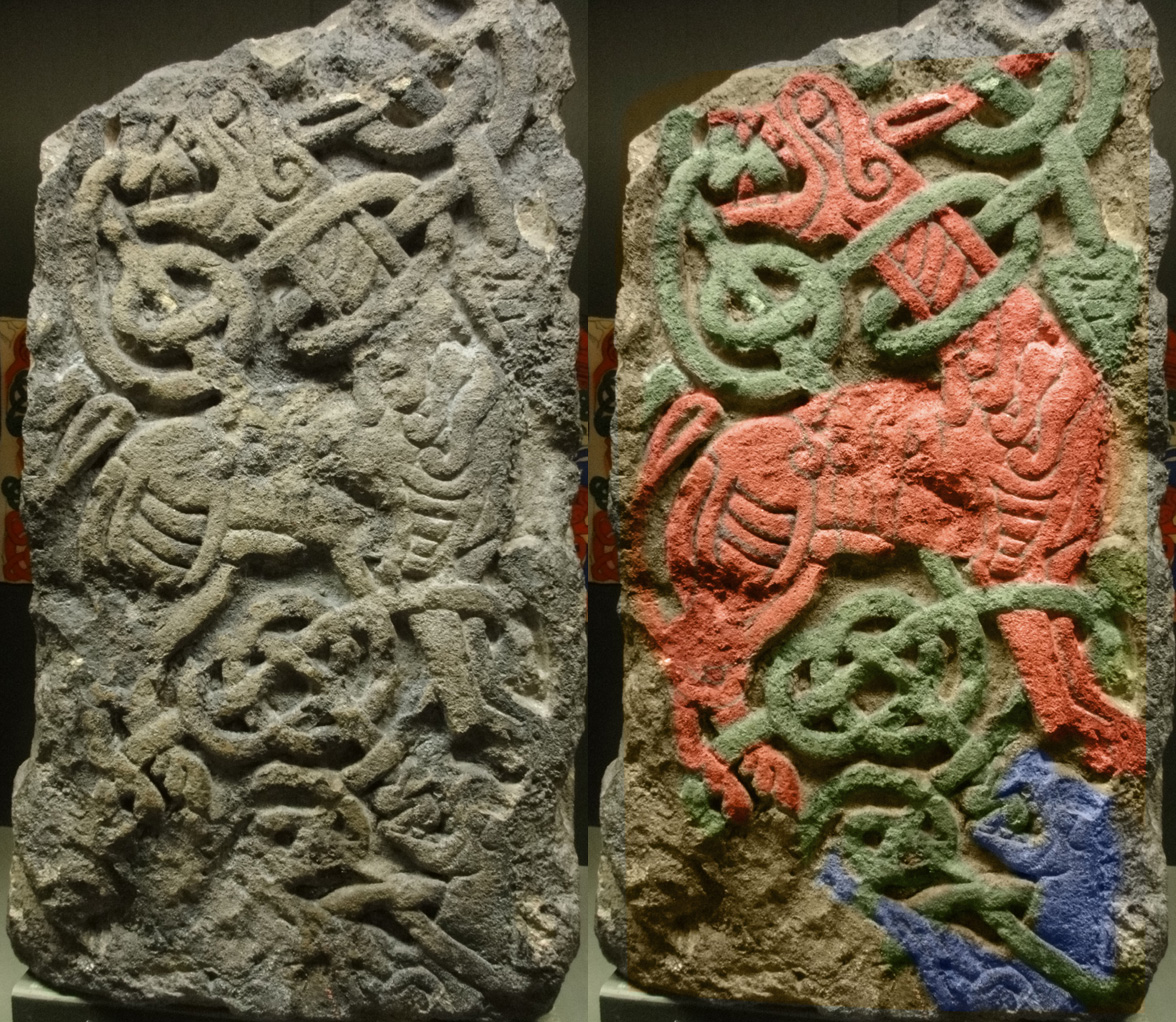
Монастырский крест Святого Освальда, выгравированный ок. 890 года.

### Язык

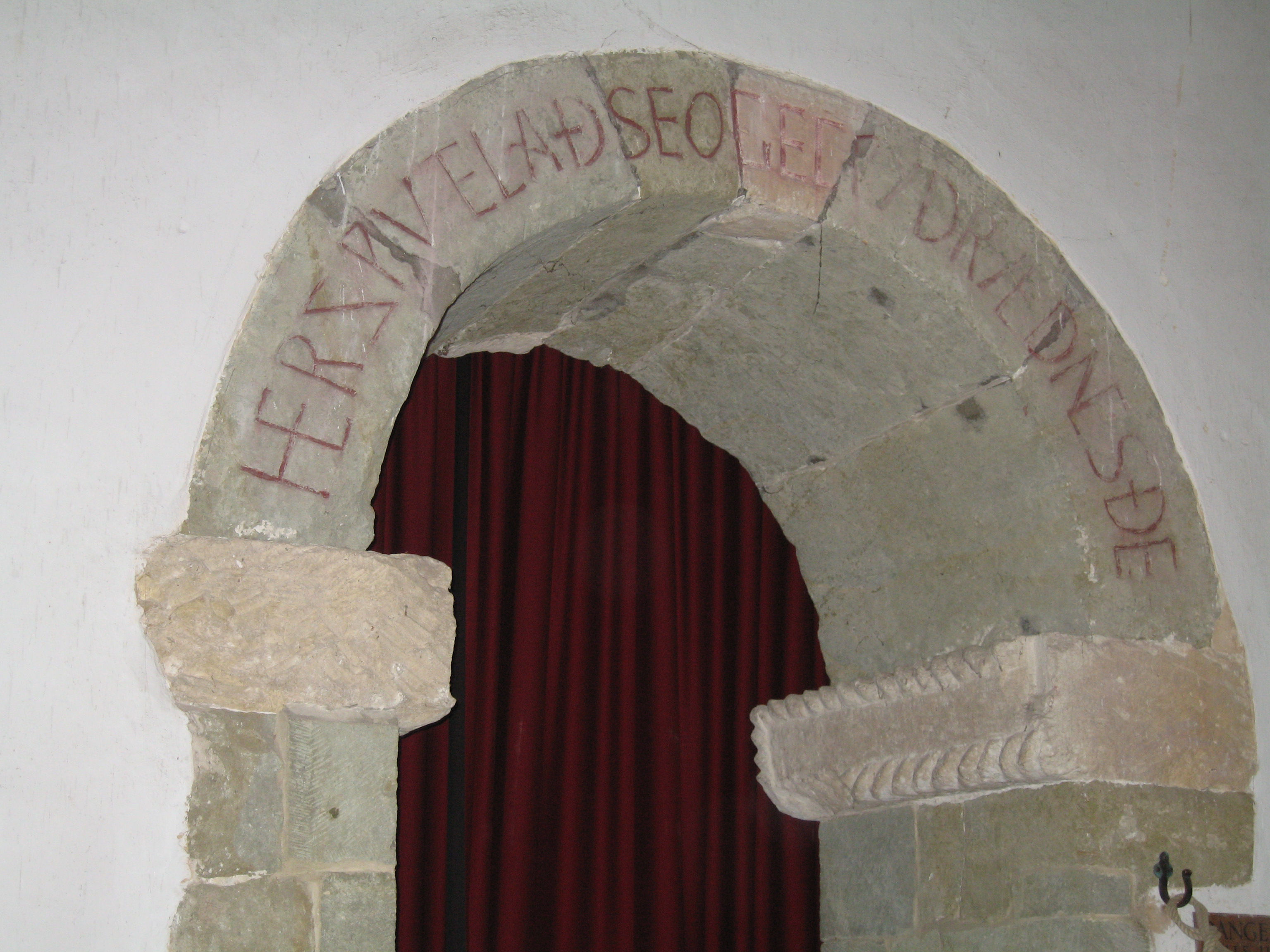
HER SǷUTELAÐ SEO GECǷYDRÆDNES ÐE («Здесь открывается слово тебе»). Древнеанглийская надпись над аркой южного портика в приходской церкви святой Марии X века в Бриморе, Гэмпшир

Древнеанглийский язык — вымерший западногерманский язык, ранняя форма английского языка, которая была распространена на территории Англии и части Шотландии после англосаксонского заселения и которая вскоре после нормандского завоевания перешла в среднеанглийский язык. Язык имел богатые словоизменения, пять падежей, три числа и три рода. Древнеанглийский делился на четыре диалекта: нортумбрийский, мерсийский, кентский и уэссекский. Эти диалекты соотносились с одноимёнными королевствами и впоследствии развились в современные диалекты английского языка. Стандартизация современного английского языка была произведена на основе говоров Лондона, основой которых стал мерсийский диалект древнеанглийского.
Древнеанглийский не подвергся влиянию общебриттского языка и вульгарной латыни, на которых говорили в Англии до англосаксов. Хоть некоторые исследователи заявляли, что бриттские языки могли оказать влияние на английский синтаксис и грамматику, эти идеи не были приняты большинством исследователей и были раскритикованы. Ричард Коутс заявил, что наиболее сильными кандидатами на бриттское влияние являются грамматические особенности диалектов севера и запада Англии, такие как «правило северного подлежащего».
Древнеанглийский подвергся более выраженному влиянию древнескандинавского языка. Скандинавские заимствования включали топонимы, повседневные слова, такие как sky «небо», leg «нога» и местоимение they «они», а также слова административного характера территории Денло. Древнескандинавский был родственен древнеанглийскому, так как оба происходят от прагерманского, и многие лингвисты верят, что потеря склоняемых окончаний была ускорена контактами со скандинавами.

### Родство
Местные и расширенные группы родственников были ключевым аспектом англосаксонской культуры. Родство подпитывало социальные преимущества, свободу и взаимоотношения с элитами, что позволило англосаксонской культуре и языку процветать. Лояльность человека к вышестоящим чинам выражалась в личной связи, а не в пресмыкании перед титулами, что сдерживало появление понятий патриотизма и стремления к общему делу. Это объясняет то, почему династии сменяли друг друга так часто: королевства были сильными только до тех пор, пока был силён их король. Не было административного аппарата и бюрократии для поддержания курса развития, намеченного умершим королём. Примером этого может являться королевство Восточной Англии после короля Редвальда, которое не сумело после его смерти сохранить гегемонию. За исключением чрезвычайных обстоятельств, короли не принимали новых законов. Их роль вместо этого заключалась в поддержании и обновлении прежних традиций и в гарантии того, что они будут поддерживать местные привилегии, законы и традиции своих подчинённых. Хоть личность короля как лидера могла превозноситься, его аппарат управления не был ни в какой степени властным или авторитетным. Для усиления своей власти короли связывали себя с новой христианской церковью путём церемонии помазания и коронации церковными служителями. Король и бог соединялись в сознании народа.
Узы родства налагали обязательство отмщения за убитого на его родственников. Это приводило к кровавой и долгой вражде. На замену этому жестокому обычаю пришла система вергельда. Вергельд означал цену жизни человека, исходя из его состояния и социального статуса. Он также мог быть использован для оценки компенсации за нанесённый человеку вред. Ограбление тэна каралось сильнее, чем ограбление керла, но при этом если грабителем был керл, то и платил он возмещения меньше, чем тэн. Долгом мужчин было служение господину и поддержка своих войск. Доказательством этого, хоть и литературно идеализированным, может служить отрывок из «Англосаксонской хроники» под 755 годом, когда солдаты Кюневульфа и Кюнехеарда после поражения предпочли сражаться до смерти, чем быть распущенными после смерти их повелителей.
Это подчёркивает влияние социальной роли, которая затрагивала все аспекты англосаксонского мира. Суды, например, не пытались выяснить суть дела, а собирали людей от каждой из сторон и взвешивали цену их клятв, исходя из их ранга. Слово тэна равнялось шести клятвам керлов. Предполагается, что любой человек при богатстве или репутации мог набрать людей для своего суда.
Англосаксонское общество было явно патриархальным, но женщины пользовались более широкими правами, чем в последующее время. Женщина могла полноценно владеть своим имуществом. Они могли править королевствами после смерти мужей. Замуж без согласия невесты не выдавали, а после брака за ней сохранялось прежнее имущество. Если над ней было совершено надругательство, то её интересы защищали родственники.

### Право

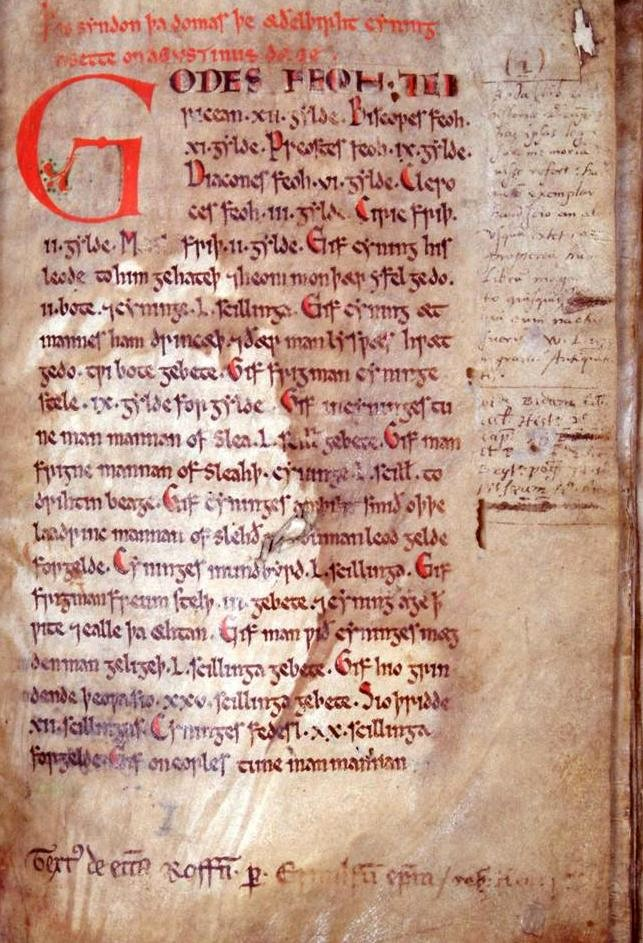
Начальная страница манускрипта «Textus Roffensis», который содержит единственную сохранившуюся копию Правды Этельберта, библиотека Рочестерского собора, Кент

Самой примечательной особенностью англосаксонской правовой системы было оформление законодательства в стандартизированном письменном виде. Ранние англосаксы жили в маленьких королевствах, которые потом становились ширами или округами. Правители этих небольших королевств писали свод законов. Самым ранним примером этого является Правда Этельберта, короля Кента, написанная в начале VII века. Англосаксонские своды законов вписываются в систему правовых отношений неримских народов, которые, столкнувшись с основанными на письменном праве правительствами, старались перенести свои традиции на бумагу. Эти системы не стоит соотносить с современной законодательной властью, ведь они прежде всего были образовательными и политическими инструментами, цель которых — демонстрировать хорошие намерения, а не служить критерием для правосудия.
Сами своды законов не дают представления о действительно существовавшей юридической практике, но её дают хартии различных англосаксонских обществ. Хартия представляла собой письменный документ, написанный королём или другим представителем власти, подтверждающий передачу земельных или других прав. Их обилие в англосаксонском обществе говорит о высоком уровне их применения. На хартии часто ссылались в судебных тяжбах. Собственноручная передача земель и подтверждение сделок третьих лиц являлись подтверждением авторитета королей.
Советы при королях, называемые витенагемотами, играли важную, но не решающую роль в англосаксонский период. Главной особенностью правовой системы была высокая степень её децентрализации. Вмешательство короля через хартии и участие витенагемотов в судах было скорее исключением, чем правилом в англосаксонские времена. В поздний период самым важным судом был суд широв. Многие ширы, такие как Кент и Суссекс, раньше были мелкими независимыми королевствами. По мере распространения единой власти в лице королей Мерсии и Уэссекса суды широв сохраняли своё значение в качестве обеспечителей правопорядка. Суды широв собирались в определённых местах, сперва на открытом воздухе, а потом в залах для собраний. Собрание происходило под председательством служащего, ширского старосты или шерифа, чьё назначение в ранние времена было коллективным, а в поздние времена осуществлялось королём. Шериф не был судьёй, а только наблюдателем. Судьями суда были все, кто имел на право и обязанность присутствовать, стороны конфликта. По началу это были все свободные мужчины в округе, но позднее иск в суд стал обязанностью особых землевладений. Заседания судов походили больше на сессии современных местных администраций, чем на заседания современных судов. Их главная функция не была судебной. В залах ширского суда хартии и приказы зачитывались во всеуслышание.
Ниже уровня широв страна делилась на сотни, также называемые уэпентеками на территории Денло. Изначально это слово обозначало группу семей, нежели не географическую область. Суд сотен представлял собой уменьшенную копию суда широв в которой председательствовал сотенский пристав, изначально назначаемый шерифом, но позднее избираемый по воле самого крупного местного землевладельца. Про суды сотен мало что известно, но они, скорее всего, занимались юридической и административной деятельностью, а в некоторых местах они оставались важным местом обсуждения и после нормандского завоевания.
Англосаксонская правовая система полагалась на компромисс и арбитраж: сторонам предписывалось досудебное урегулирование споров. Если они настаивали на урегулировании дела до того, как оно попадёт в ширский суд, то оно могло решиться до него. Стороны суда объявляли, каким образом будет решено дело: наказания считались слишком сложным решением для людского ума и поэтому для подтверждения правоты привлекались потусторонние силы. Нормальными методами доказательства выступали клятвы или ордалии. При клятве сторона высказывала свою позицию относительно ситуации, подкрепляя её заверениями пяти или более лиц, назначенных судом или выбранных стороной. Количество необходимых лиц и форма их клятв разнились от места к месту и зависели от сущности дела. Если клятву не приняли или потенциальные клятые её не дали, сторона проигрывала дело. В качестве компургации этот процесс сохранился в общем праве до своей отмены в XIX веке.
Ордалия была альтернативой тех, кто не мог или не желал клясться. Два самых популярных метода ордалии представляли собой испытание железом и испытание водой. Первое испытание выражалось в прижигании раскалённым докрасна железом и последующем наблюдении за раной. Если за несколько дней рана стягивалась, то дело считалось выигранным, а если начинала гноить — проигранным. При испытании водой подсудимого бросали в воду связанным. Если он тонул, то был невиновным, а если он всплывал — виновным. По понятным причинам ордалии стали ассоциироваться с преступными делами. Они по существу были проверкой на истинность претензии или отречения стороны в суде и могли назначаться для любого дела. Назначение метода доказательства и того, кто должен его предоставить, определялось мнением ширского суда.

### Литература

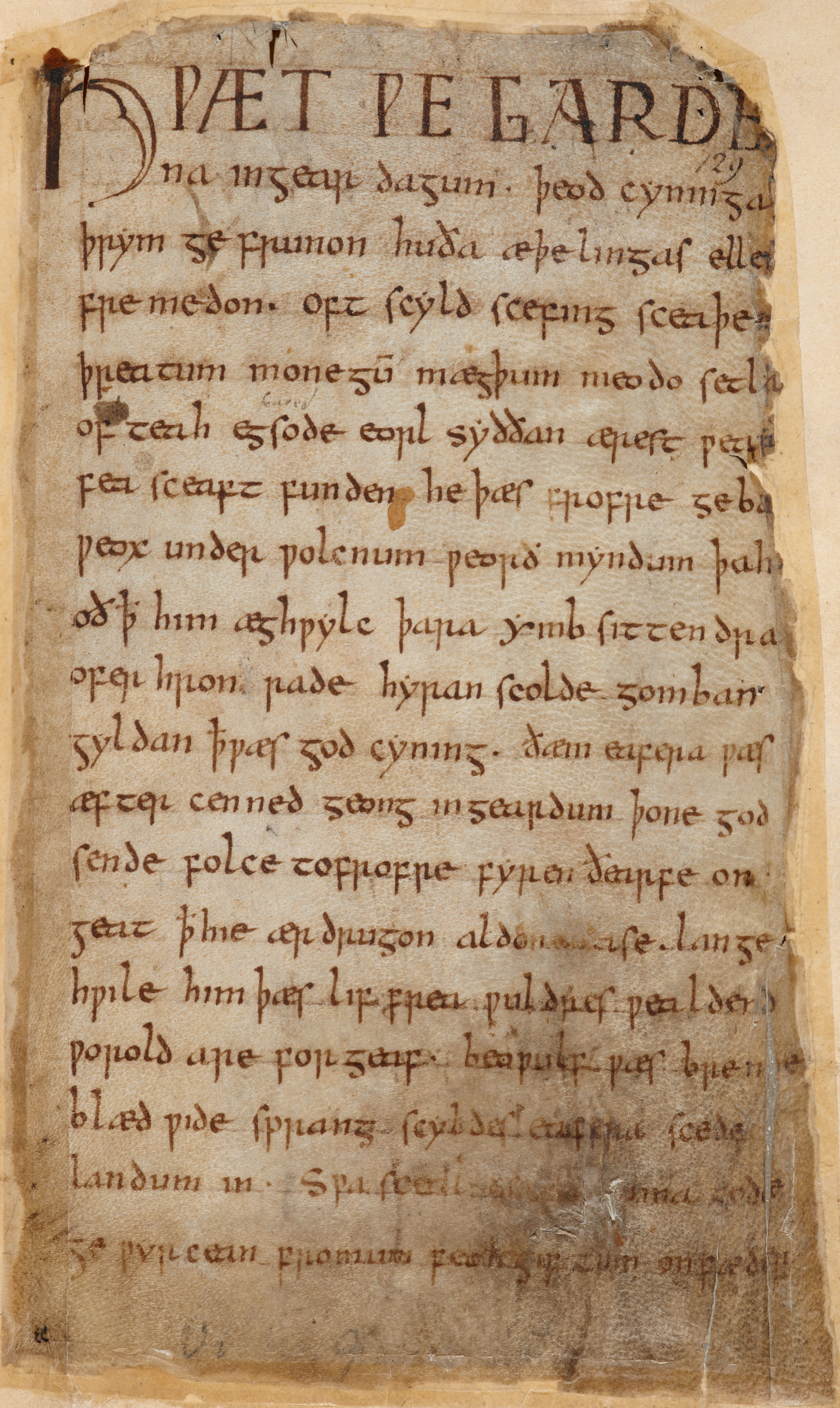
Первая страница повреждённой огнём эпической поэмы «Беовульф»

### Символизм
Символизм был важной частью англосаксонской культуры. Юлиан Ричардс предполагает, что в обществах с сильными устными традициями вместо литературы для хранения и передачи информации использовалась материальная культура. Символизм менее логичен, чем литература, и более сложен для восприятия. Англосаксы использовали символизм для коммуникации и осмысления мира. Они пользовались символами для различия групп, людей, их статусов и ролей в обществе.
Например, визуальные загадки и неясности раннего англосаксонского животного искусства на украшениях, оружии и броне рассматриваются как признание охранительных ролей животных и обыгрывание дохристианских мифологических тем. Тем не менее, Говард Уильямс и Рут Ньюджент предположили, что значительное количество артефактов, имеющих животные глаза, от горшков до расчёсок и от вёдер до оружия, объясняется желанием дать зрение этим артефактам путём нанесения круглых и глазообразных форм. Этот символизм мог рассматриваться как нечто большее, чем просто декорация.
Общепринятые интерпретации символизма погребальных предметов строятся вокруг религии (в качестве необходимых после смерти приспособлений), вокруг правовых понятий (в качестве неотъемлемой собственности) и вокруг социальной структуры (в качестве показателя богатства). Было множество разных смыслов, заложенных в расположении предметов в англосаксонских могилах. На ранних англосаксонских кладбищах половина мужчин и 9 % подростков были погребены вместе со своим оружием. Эта пропорция слишком велика, чтоб предполагать, что они представляли социальную элиту. Предполагается, что это были военные погребения, которые повсеместно описаны в археологии и исторической литературе. Но, тем не менее, систематическое сравнение погребений с оружием и без него, используя археологические и скелетные данные, даёт основание предположить, что теория военных погребений является упрощением или даже ложью. Англосаксонские захоронения с оружием представляли собой сложный ритуальный символизм: он был многомерным, показывающим этнические отношения, происхождение, богатство, статус в обществе и возраст. Этот ритуал утратил прежнее символическое значение к VIII веку. Генрих Херке объясняет это результатом изменения структуры общества, особенно в этнической части, размывающим этнические границы в области англосаксонского заселения.
Слово bead «бусина» в современном английском языке происходит от древнеанглийского bedu «молитва». Подавляющее количество ранних англосаксонских женских могил содержат бусы, которые часто расположены возле шеи и груди. Бусы иногда находятся в мужских могилах, а большие бусы часто ассоциируются с престижным оружием. Для создания англосаксонских бус помимо стекла использовались разные материалы, такие как янтарь, кристаллы, аметист, кости, ракушки, коралл и даже металл. Считается, что бусы имели социальную или ритуальную функцию. Англосаксонские стеклянные бусы имели разные техники производства, размеры, формы, цвета и декорации. Проводились различные исследования по поводу мест обнаружений и хронологических изменений различных бус. Кристальные бусы, найденные в бисерных связках языческого периода, в христианский период поменяли свой смысл, который, как полагает Гейл Оуэн-Крокер, стал ассоциироваться с Девой Марией и, следовательно, с интерцессией. Джон Хайнс предположил, что более двух тысяч различных типов бусин, найденных в Лакенхете, показывают, что бусины символизировали идентичность, роли, статус и местную культуру племенного ландшафта раннего англосаксонского мира.
Символизм продолжал быть частью англосаксонской культуры и в христианский период. Внутренности церквей и стены залов украшались сценами, показывающими битвы героев и монстров, подобные представленным в эпической поэме «Беовульф». Хоть от тех рисунков мало что осталось, доказательство существования подобного иллюстративного искусства находится в библейских отрывках, пластырях и рукописях тех времён. Поэма «Видение креста» является примером того, как символизм деревьев смешался с христианским символизмом. Ричард Норт предполагает, что жертвование дерева было связано с языческими ценностями, а также пишет, что «изображение смерти Христа было связано в этой поэме с отсылкой на англосаксонскую идеологию мирового дерева». Он также полагает, что автор поэмы «использует язык мифа о Ингви для передачи веры своим недавно обратившимся в христианство крестьянам в виде знакомой им истории». Более того, победа дерева над смертью отмечается украшением креста золотом и драгоценностями.
Самой отличительной чертой англосаксонской чеканки первой половины VIII века являются образы животных, не встречающиеся в чеканке других стран Европы в раннем Средневековье. Некоторые животные, такие как лев или павлин, были знакомы англосаксам только по описаниям в текстах или по изображениям в рукописях или на предметах. Эти животные изображались не только из интереса к окружающему миру. Каждое животное было наделено смыслом и использовалось в качестве понятного в то время символа.

### Еда
Долгое время считалось, что еда для элит и еда для крестьян у англосаксов различалась, но исследование Кембриджского университета 2022 года показало, что англосаксонская знать ела преимущественно вегетарианскую пищу, основанную на крупе, такую же, какую ели простые люди. Открытие свершилось после того, как биоархеолог Сэм Леггетт проанализировала химические диетические сигнатуры костей 2023 людей, похороненных в Англии в промежутке между V и XI веками, и сделал перекрёстную ссылку на анализ маркеров социального статуса. Вместо регулярных банкетов с большим количеством мяса знать, как выяснили исследователи, устраивала подобные пиры только в тех редких случаях, когда еду правителю даровали крестьяне.

## Наследие
Та часть слов современного английского языка, которая происходит из древнеанглийского языка, называется «англосаксонской» и противопоставляется латинской и скандинавской части.
На протяжении истории обращение к англосаксам использовалось разными людьми для оправдания популярных идей. В раннее Средневековье взгляды Гальфрида Монмутского породили лично мотивированную и по большей части выдуманную историю, которая держалась в науке примерно 500 лет. В эпоху Реформации англиканство старалось заново интерпретировать англосаксонское христианство. В XIX веке термин «англосаксонский» широко использовался в филологии и, отчасти, используется и сейчас, хоть термин «древнеанглийский» используется почти всегда. В викторианскую эпоху такие авторы, как Роберт Нокс, Энтони Фруд, Чарльз Кингсли и Эдуард Фримен, использовали для оправдания колониального империализма своё англосаксонское происхождение. Тогда же подобные расистские идеи в США продвигались Джорджем Мортоном и Джорджем Фицхью. Историк Кэтрин Хилл утверждает, что эти взгляды повлияли на то, как ранняя английская история воспринимается современными людьми и «проявляется в академических исследованиях и телевизионных программах, а также влияет на политическое мышление».
Слово «англосаксонский» иногда используется для описания связанных с англичанами народов, но универсального определения этого термина нет. В современных англофонских культурах за пределами Великобритании «англосаксонский» может противопоставляться «кельтскому» в качестве социально-экономического маркера, провоцируя исторические предвзятости к кельтским народам и ирландским мигрантам. Термин «белые англосаксонские протестанты» очень популярен в США, где используется по отношению к знатным богатым семьям преимущественно английского происхождения. Таким образом это не исторический ярлык или точный этимологический термин, а ссылка на современные семейные политические, финансовые и культурные силы, то есть на «бостонских браминов».
Термин «англосаксы» становится спорным среди некоторых учёных, особенно американцев, из-за современной политической натуры и применения термина крайне правыми. В 2019 году Международное общество англосаксонистов сменило своё наименование на Международное общество изучения ранней средневековой Англии в соответствии с этими спорами.
Российское правительство при Владимире Путине и российские государственные СМИ часто используют уничижительный термин «англосаксы» при упоминании англоговорящих стран, особенно США и Великобритании.